# 13 de mayo
El 13 de mayo es el 133.º (centésimo trigésimo tercer) día del año del calendario gregoriano y el 134.º en los años bisiestos. Quedan 232 días para finalizar el año.

## Acontecimientos
- 461: se produce la batalla de Cartagena, entre la armada romana y la vándala, en el contexto de los intentos del emperador Mayoriano de reconquistar los territorios romanos perdidos.
- 1275: en España, las tropas del sultán merinida Abu Yusuf Yaqub II desembarcan en Tarifa (Cádiz), dando así comienzo la denominada Guerra del Estrecho, librada contra el rey castellano Alfonso X.

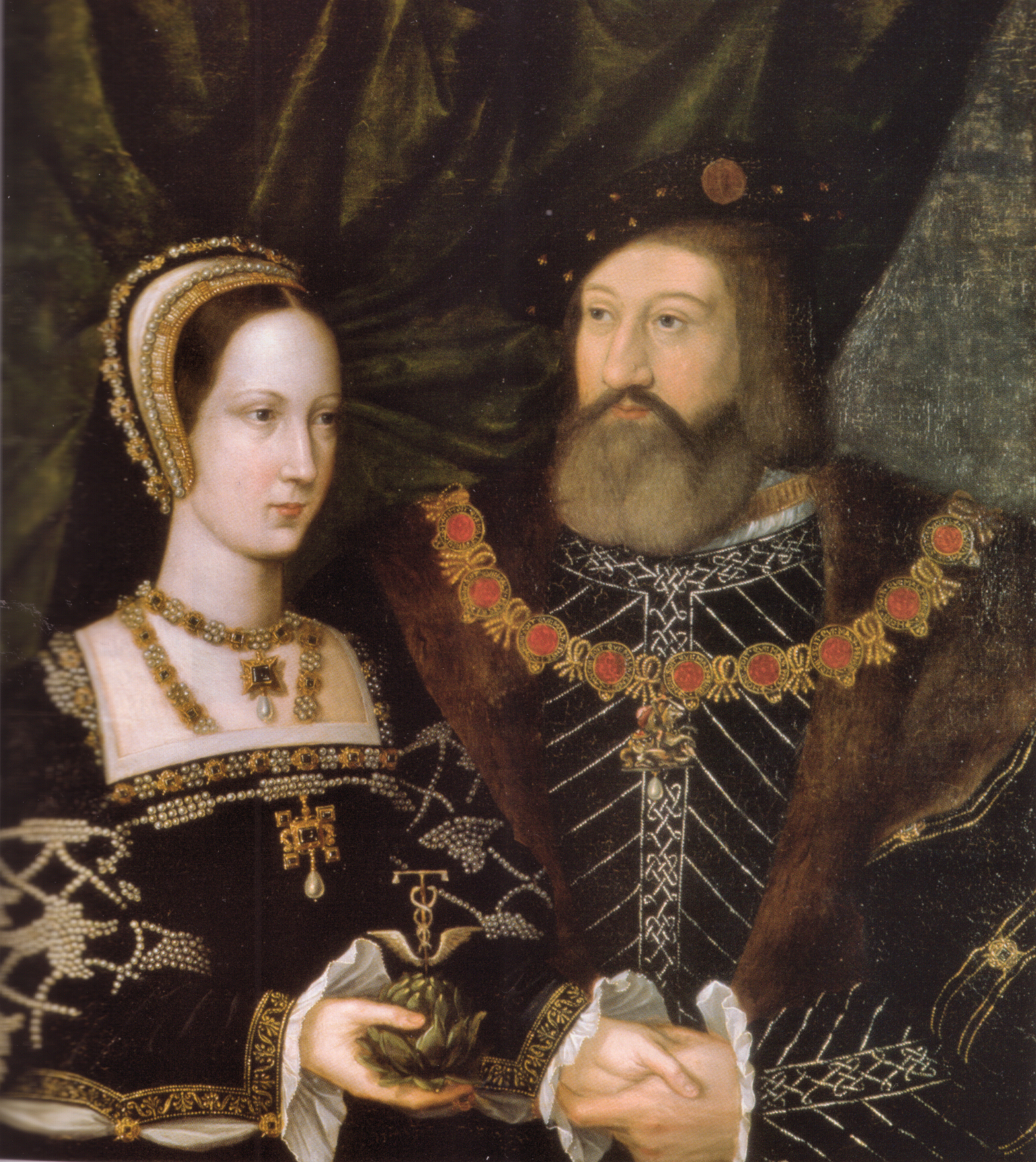
Charles Brandon y María Tudor.

- 1515: en Greenwich (Inglaterra) se casan la reina María Tudor y el aristócrata Charles Brandon.
- 1570: en España, se firma la Paz de las Alpujarras, entre Don Juan de Austria y el capitán morisco El Habaqui, en el cortijo Las Paces, antes llamado cortijo de Hadid, sito en la Sierra Nevada, perteneciente al pueblo de Benecid, provincia de Almería.
- 1619: en La Haya, el estadista Johan van Oldenbarnevelt es ejecutado después de ser sentenciado por traición.
- 1641: cerca de Tarragona (España) se libra la batalla de Constantí en el marco de la Guerra de los Segadores.
- 1647: en Santiago de Chile a las 22:30 (hora local) se produce el «Terremoto Magno», el más fuerte sismo (8,5 grados en la escala de Richter) que asoló la capital del Reino de Chile. El movimiento hace que se desprenda la corona de espinas del Cristo de Mayo. Además, genera también un tsunami y deja un saldo de entre 1000 y 2000 muertos.
- 1648: se completa la construcción del Fuerte rojo de Delhi.
- 1779: Guerra de Sucesión bávara: mediadores rusos y franceses negocian en el Tratado de Teschen el fin de la guerra. Austria recibirá parte del territorio que le había sido sustraído (el Innviertel).
- 1787: el capitán Arthur Phillip abandona Portsmouth (Inglaterra) con una flota de once barcos llena de convictos para establecer la primera colonia de presidiarios de Australia.
- 1799: llega procedente de La Coruña (España), Salvador del Muro y Salazar, capitán general de la isla de Cuba.
- 1804; Fuerzas enviadas por Yusuf Karamanli de Trípoli vuelven a tomar Derna.
- 1810: en Victoria (Argentina) se celebra la primera misa en el oratorio dedicado a la vasca Virgen de Aránzazu (de Guipúzcoa). Hito fundacional de la ciudad.
- 1810: en España, las tropas francesas mandadas por el mariscal Louis Gabriel Suchet inician el sitio de Lérida.
- 1829: en Brasil se abole oficialmente la esclavitud.
- 1830: Ecuador se independiza de la Gran Colombia.
- 1844: en Miyaneh (Irán), a las 19:00 (hora local) sucede un terremoto de 6,9 grados de la escala de Richter (una intensidad I=9) que deja «muchísimos» muertos.[1]
- 1844: en España, la Reina Isabel II funda por real decreto la Guardia Civil.[2]
- 1846: Estados Unidos invade México ―en el marco de la Intervención estadounidense en México― y en cuatro años de guerra le arrebata las regiones de Texas, California, Arizona y Nuevo México, entre otras.
- 1848: se interpreta por primera vez el Maamme, el himno nacional de Finlandia.
- 1861: en el marco de la guerra civil estadounidense: Victoria (reina del Imperio británico) proclama la «neutralidad» de Gran Bretaña y reconoce los derechos de los estados separatistas.
- 1861: en Nueva Gales del Sur (Australia), John Tebbutt descubre el Gran Cometa de 1861.
- 1861: Pakistán inaugura su primera línea de ferrocarril, entre Karachi y Kotri.
- 1880: en Menlo Park (Nueva Jersey), el inventor estadounidense Thomas Edison realiza su primer test de línea eléctrica.
- 1885: en  Saskatchewan (Canadá) ―en el marco de la Rebelión del Noroeste (1885)―, empieza la batalla de Batoche, de cuatro días, en la que el gobierno canadiense vencerá a los rebeldes metís (grupo étnico independiente surgido en Canadá a partir de la unión entre mujeres de las Primeras Naciones ―como los cree y ojibwa― y empleados europeos ―especialmente franceses y británicos― de la Compañía de la bahía de Hudson).
- 1888: en Brasil se prohíbe la esclavitud.
- 1895: en El Jobito (Oriente), los soldados mambises ―al mando de Antonio Maceo― derrotan a los españoles.
- 1909: el primer Giro de Italia comienza desde Milán. El ciclista italiano Luigi Ganna será el primer ganador.
- 1912: el RMS Oceanic (1899) encuentra en el océano Atlántico el bote plegable A, ubicado a 300 kilómetros aproximadamente del naufragio del Titanic. En el bote se encontraban cadáveres.
- 1912: el Real Cuerpo Aéreo (ahora Real Fuerza Aérea británica) se establece en el Reino Unido.
- 1917: en Fátima (Portugal), tres niños pastores afirman que se les ha aparecido la Virgen de Fátima.
- 1938: guerra civil española, el Primer Gobierno nacional crea la Magistratura de Trabajo con la finalidad de que las relaciones laborales fueran objeto de una administración judicial especializada e independiente de cualquier tipo de política.
- 1939: en Bloomfield (Connecticut) se lanza la primera radio de FM comercial, la WDRC-FM.
- 1940: en el marco de la Segunda Guerra Mundial, las tropas alemanas nazis cruzan el río Mosa y comienzan la conquista de Francia.
- 1940: en la Cámara de los Comunes (Londres), en el marco de la Segunda Guerra Mundial, Winston Churchill hace su discurso de "Sangre, esfuerzo, lágrimas y sudor".
- 1941: en Nueva York, el pianista afroestadounidense Fats Waller (1904-1943) graba la versión más famosa de la canción de jazz Georgia on my mind.
- 1941: en el marco de la Segunda Guerra Mundial, el coronel yugoslavo Dragoliub Mijailóvich comienza la resistencia serbia contra la invasión nazi.
- 1941: en el marco de la Segunda Guerra Mundial, Wilhelm Keitel comandante del Oberkommando der Wehrmacht (OKW) emite el Decreto Barbarroja que exime de responsabilidad criminal a los miembros de la Wehrmacht que hubieran cometido crímenes contra la población civil soviética.
- 1942: en la costa de Florida los nazis hunden el petrolero Potrero del Llano que inicia los motivos para la incorporación de México en la Guerra Mundial.
- 1943: Segunda Guerra Mundial: los Afrika Korps y las tropas italianas se rinden a las tropas aliadas.
- 1948: se produce la Masacre de Kfar Etzion.
- 1950: en el circuito de Silverstone (Reino Unido), se realiza la primera carrera de Fórmula 1.
- 1954: en el lago interno del atolón Enewetak, en una barcaza flotando sobre el cráter de la bomba Ivy Mike (la primera bomba de hidrógeno del mundo, detonada el 1 de noviembre de 1952), Estados Unidos detona la bomba de hidrógeno Néctar, de 1690 kilotones.
- 1958: en Estados Unidos se registra la marca Velcro.
- 1958: En Caracas (Venezuela), un grupo de manifestantes antiestadounidenses atacan el coche del vicepresidente Richard Nixon.
- 1958: Ben Carlin se convierte en la primera (y única) persona que da la vuelta al mundo en un vehículo anfibio, viajando más de 17 000 km por mar y 62 000 por tierra en un viaje que duró diez años.
- 1967: Zakir Hussain es proclamado el tercer presidente de India. Será el primer presidente musulmán indio.
- 1977: en el pueblo Ledesma (en la provincia argentina de Jujuy), una banda de militares de la dictadura cívico-militar-eclesiástica (1976-1983) secuestra al médico pediatra y político Luis Arédez (1929-1977), quien fue intendente municipal del pueblo Ledesma en 1973; será torturado hasta su muerte (un par de meses después) por órdenes del empresario Carlos Pedro Blaquier (1927-2023).
- 1981: en la Plaza de San Pedro (en la Ciudad del Vaticano), el terrorista turco Mehmet Ali Ağca atenta contra el papa Juan Pablo II.
- 1982: en el Santuario de Fátima (Portugal), el papa Juan Pablo II sufre un nuevo atentado a manos del sacerdote católico español anticomunista Juan Fernández Krohn, quien afirma que el papa polaco es modernista y comunista.
- 1989: en Pekín (República Popular China) grupos de estudiantes ocupan la Plaza de Tiananmen para empezar una huelga de hambre.
- 1995: en Nepal, la británica Alison Hargreaves se convierte en la primera mujer que corona el Everest sin oxígeno y sin ayuda de sherpas.
- 1999: en el Estado de México se inaugura el Centro de Rehabilitación Infantil Teletón.
- 2000: en la ciudad de Enschede (Países Bajos) una explosión en un depósito de fuegos artificiales deja 22 muertos y miles de familias sin vivienda.
- 2002: en la ciudad de Córdoba (Argentina), la Asociación Deportiva Atenas logra su séptimo título de Liga Nacional de Básquet y ese mismo día se produce el retiro de la actividad basquetbolistica de Marcelo Milanesio, el máximo exponente e ídolo del club.
- 2007: un accidente en la Autopista 25 de Mayo, en San Cristóbal de la ciudad de Buenos Aires, Argentina, dejó en total trece víctimas fatales, entre los cuales se hallaban integrantes del original grupo peruano de cumbia Néctar.[3]
- 2011: un fuerte terremoto azota Costa Rica y es sentido en algunas costas del Pacífico y del mar Caribe.
- 2012: Manchester City Football Club gana su tercer título de la Premier League a su eterno rival, el Manchester United, al recortar una desventaja de ocho puntos. En el último partido de liga tuvieron que remontar marcando dos goles en el descuento contra el Queens Park Rangers en un épico final, con un gol de Edin Džeko (el 2-2) y el gol definitivo marcado por el delantero argentino Sergio Agüero (el definitivo 3-2) haciéndoles campeones.39
- 2014: el Tribunal de Justicia de la Unión Europea (TJUE) ordena a los buscadores web eliminar información de quien lo solicite por considerarlo dato personal, que calificó como "derecho al olvido".[4]
- 2016: Bethesda Softworks publica el videojuego Doom (2016), de la serie de juegos Doom. Desarrollado por Id Software.
- 2017: en Fátima, el papa Francisco canoniza a Francisco Marto (1908-1919) y a Jacinta Marto (1910-1920), quienes ―junto a Lucía dos Santos (1907-2005)― fueron los tres pastores que en 1917 afirmaron que se les apareció la Virgen de Fátima.
- 2017: se celebra el 62.º Festival de la Canción de Eurovisión en Kiev, Ucrania
- 2022: la DJ y productora sudafricana/suiza Nora En Pure se presentó por primera vez en Argentina, en una gira (Summer Tour) que la llevó a presentarse también el 15 de mayo en el país.
- 2025: el ministro de Industria y Turismo del Gobierno de España, Jordi Hereu, inaugura el parador nacional de turismo de Molina de Aragón (Guadalajara).

## Nacimientos
- 895: Ce Ácatl Topiltzin Quetzalcóatl, gobernante tolteca mexicano (f. 947).

Hugo de Cluny.

- 1024: Hugo de Cluný, religioso y santo francés (f. 1109).
- 1160: Ali ibn al-Athir, historiador kurdo (f. 1233).
- 1179: Teobaldo III de Champaña, Conde de Champaña y Brie (f. 1201).
- 1254: María de Brabante, reina consorte francesa (f. 1321).
- 1497: Guigues Guiffrey, aristócrata francés (f. 1545).
- 1588: Olaus Wormius, médico danés (f. 1654).
- 1625: Carlo Maratta, pintor italiano (f. 1713).
- 1655: Inocencio XIII, papa católico italiano (f. 1724).
- 1699: Marqués de Pombal, estadista portugués (f. 1782).
- 1713: Alexis Claude Clairaut, matemático y astrónomo francés (f. 1765).
- 1714: Felipe González Ahedo, militar y cartógrafo español (f. 1802).
- 1717: María Teresa I de Austria, emperatriz de Austria, reina húngara y bohemia (f. 1780).
- 1730: Charles Watson, aristócrata británico, primer ministro del Reino Unido (f. 1781).
- 1739: Antonio de Santa Ana Galvao, religioso brasileño (f. 1822).
- 1742: María Cristina de Habsburgo-Lorena, aristócrata austriaca (f. 1798).
- 1750: Lorenzo Mascheroni, matemático italiano (f. 1800).
- 1753: Lazare Carnot, matemático y político francés (f. 1823).
- 1756: Wojciech Żywny, pianista polaco (f. 1842).
- 1764: Laurent de Gouvion-Saint-Cyr, mariscal francés (f. 1830).
- 1767: Juan VI, rey portugués (f. 1826).
- 1778: Honorato V de Mónaco (f. 1841).
- 1791: José Venancio López, jurisconsulto y político guatemalteco (f. 1863).
- 1792: Pío IX, papa católico italiano (f. 1878).
- 1794: Louis Léopold Robert, pintor francés (f. 1835).
- 1795: Heinrich Max Imhof, escultor suizo (f. 1869).
- 1801: Edward Newman, botánico y escritor británico (f. 1876).
- 1803: José MacCrohon y Blake, político y militar español (f. 1860).
- 1811: Juan Bautista Ceballos, político mexicano (f. 1859).
- 1819: Johann Heinrich Grüneberg, cocinero alemán (f. 1872).
- 1822: Francisco de Asís de Borbón, rey consorte español (f. 1902).
- 1837: Daniel Garrison Brinton, arqueólogo, etnólogo y lingüista estadounidense (f. 1899).
- 1840: Alphonse Daudet, novelista francés (f. 1897).
- 1840: Anton Rehmann, geógrafo, botánico y explorador polaco (f. 1917).
- 1842: Arthur Sullivan, compositor británico (f. 1900).
- 1850: Modest Ilich Chaikovski, dramaturgo, libretista de ópera y traductor ruso (f. 1916).
- 1854: Pedro Bonifacio Palacios, «Almafuerte», escritor argentino (f. 1917).
- 1856: Peter Henry Emerson, fotógrafo y escritor británico (f. 1936).
- 1857: Ronald Ross, médico y entomólogo británico, premio nobel de medicina en 1902 (f. 1932).
- 1862: Óscar Viel Cavero, político chileno (f. 1930).
- 1864: Vesta Tilley, actriz británica (f. 1952).
- 1865: Friedrich Karl Johannes Thiele, químico alemán (f. 1918).
- 1866: Ottokar Novacek, compositor húngaro (f. 1900).
- 1867: Thomas Gann, arqueólogo alemán (f. 1938).
- 1868: Aimé Octobre, escultor francés (f. 1943).
- 1868: Sumner Paine, tirador estadounidense (f. 1904).
- 1870: Margarita Sofía de Austria, aristócrata austriaca (f. 1902).
- 1871: Vladímir Arnoldi, biólogo ruso (f. 1924).
- 1871: Otto Nägeli, médico y botánico suizo (f. 1938).
- 1873: Arthur Spiethoff, economista alemán (f. 1957).
- 1875: José Negre, anarcosindicalista español (f. 1939).
- 1876: Vojislav Marinković, político yugoslavo (f. 1935).
- 1877: J. Searle Dawley, director cinematográfico y guionista estadounidense (f. 1949).
- 1878: Muriel Robb, tenista británica (f. 1907).
- 1880: José Estadella Arnó, médico y político español (f. 1951).
- 1880: Léonce Perret, actor y cineasta francés (f. 1935).
- 1881: Lima Barreto, periodista y escritor brasileño (f. 1922).
- 1882: Georges Braque, pintor y escultor francés (f. 1963).
- 1883: Georgios Papanicolaou, médico e inventor griego (f. 1962).
- 1884: Roberto Firpo, pianista, director de orquesta y compositor argentino (f. 1969).
- 1886: Carlo Mense, pintor alemán (f. 1965).
- 1886: Louis Pasteur Vallery-Radot, médico francés (f. 1970).
- 1887: Elena Caragiani-Stoenescu, aviadora rumana (f. 1929).
- 1888: Inge Lehmann, científica danesa (f. 1993).
- 1890: Gustav F. Hüttig, químico checo (f. 1957).
- 1891: Arturo Acevedo, empresario argentino (f. 1968).
- 1891: Fritz Rasp, actor alemán (f. 1976).
- 1892: Jean d'Agraives, escritor francés (f. 1951).
- 1893: Víctor Cordero, músico peruano (f. 1949).
- 1893: Pedro Sienna, escritor y actor chileno (f. 1972).
- 1893: Lucien Tesnière, lingüista francés (f. 1954).
- 1894: Ásgeir Ásgeirsson, presidente islandés (f. 1972).
- 1894: Eino Kettunen, compositor finés (f. 1964).
- 1896: Paul Aellen, botánico suizo (f. 1973).
- 1899: Perico Chicote, hostelero español (f. 1977).
- 1899: Otto Degener, botánico y conservacionista estadounidense (f. 1988).
- 1899: Juan de Mata Carriazo y Arroquia, historiador y arqueólogo español (f. 1989).
- 1900: Inocencio Burgos, político español (f. 1988).
- 1900: Pedro Laxalt, actor argentino (f. 1965).
- 1900: Karl Wolff, oficial de las SS alemán (f. 1984).
- 1901: Murilo Mendes, escritor brasileño (f. 1975).
- 1901: Witold Pilecki, militar polaco, líder de la resistencia polaca. (f. 1948).Witold Pilecki

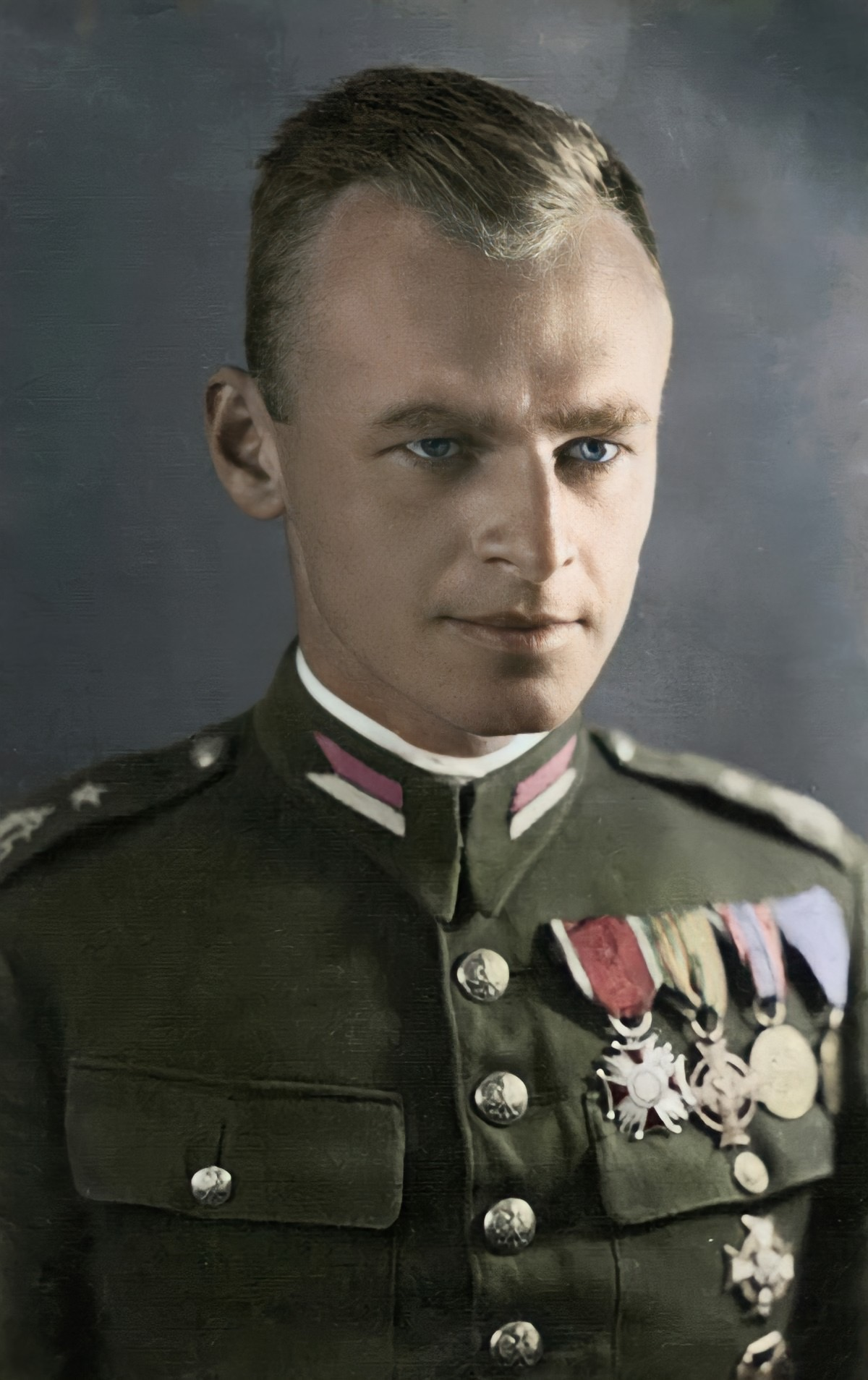
Witold Pilecki

- 1904: Pepín Bello, escritor español (f. 2008).
- 1904: Betty Compton, actriz estadounidense (f. 1944).
- 1904: Gilberto Owen, escritor mexicano (f. 1952).
- 1905: Fakhruddin Ali Ahmed, político y abogado indio, 5.º presidente de la India (f. 1977).
- 1906: Hans Krainz, botánico suizo (f. 1980).
- 1906: Nils Tycho Norlindh, botánico sueco (f. 1995).
- 1907: Daphne du Maurier, escritora británica (f. 1989).
- 1907: Emilio Guinea, botánico español (f. 1985).
- 1908: Carlos Iniesta Cano, militar español (f. 1990).
- 1909: Ken Darby, director de orquesta y compositor estadounidense (f. 1992).
- 1909: Jany Holt, actriz francesa (f. 2005).
- 1910: Arturo Ernesto Manrique Elizondo, ingeniero, actor, cómico y locutor mexicano (f. 1971).
- 1911: Kosta Nađ, militar yugoslavo (f. 1986).
- 1912: Gil Evans, pianista de jazz, arreglista y compositor canadiense (f. 1988).
- 1912: Edward David Freis, médico estadounidense (f. 2005).
- 1912: Federico Lohse, pintor chileno (f. 1992).
- 1913: William R. Tolbert, Jr., político liberiano, 20.º presidente de Liberia (f. 1980).
- 1914: Antonia Ferrín Moreiras, matemática y astrónoma gallega (f. 2009).

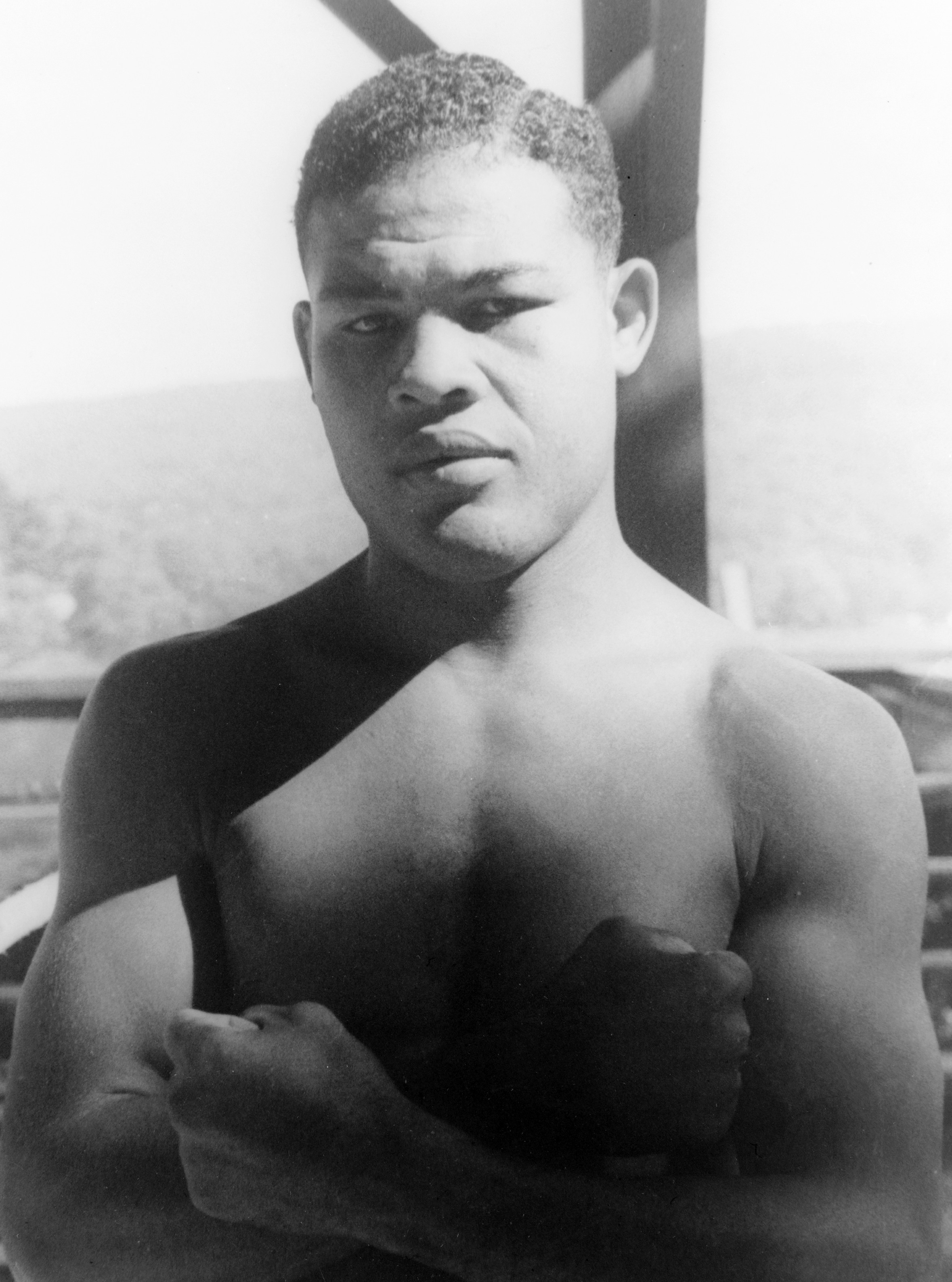
Joe Louis.

- 1914: Joe Louis, boxeador estadounidense (f. 1981).
- 1914: Carlos Riquelme, actor mexicano (f. 1990).
- 1915: Bernard Schultze, pintor alemán (f. 2005).
- 1915: Francisco Avitia, cantante y actor mexicano (f. 1995).
- 1917: Luis Pasquet, compositor, director de orquesta y pianista uruguayo (f. 2013).
- 1920: Toni Schneiders, fotógrafo alemán (f. 2006).
- 1920: Judith Sulian, actriz argentina (f. 1991).
- 1920: Stuart Max Walters, botánico británico (f. 2005).
- 1920: Marco Denevi, escritor y guionista argentino (f. 1998)
- 1922: Lillian Adams, actriz estadounidense (f. 2011).
- 1922: Otl Aicher, diseñador gráfico y tipógrafo alemán (f. 1991).

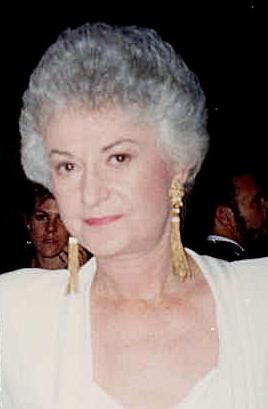
Beatrice Arthur.

- 1922: Beatrice Arthur, actriz estadounidense (f. 2009).
- 1922: Billy Gabor, baloncestista estadounidense (f. 2019).
- 1923: Red Garland, pianista estadounidense (f. 1984).
- 1923: Jean Haritschelhar, escritor francés (f. 2013).
- 1923: Wenceslao López Martín del Campo, investigador y catedrático mexicano (f. 1981).
- 1924: Robert Bailey Drummond, botánico y naturalista sudafricano (f. 2009).
- 1924: Giovanni Sartori, investigador en el campo de la ciencia política italiano (f. 2017).
- 1924: Harry Schwarz, abogado y político surafricano (f. 2010).
- 1925: Sergio Castillo Mandiola, escultor chileno (f. 2010).
- 1926: Wallace Breem, escritor británico (f. 1990).
- 1926: Dewey Phillips, disc-jockey estadounidense (f. 1968).
- 1926: Jo Roos, artista sudafricano (f. 2010).
- 1927: José María Jimeno Jurio, antrópologo, historiador y etnólogo español (f. 2002).
- 1927: Juan Bautista Avalle-Arce, crítico literario argentino (f. 2009).
- 1927: Herbert Ross, cineasta estadounidense (f. 2001).
- 1927: Archie Scott-Brown, piloto de automovilismo británico (f. 1958).

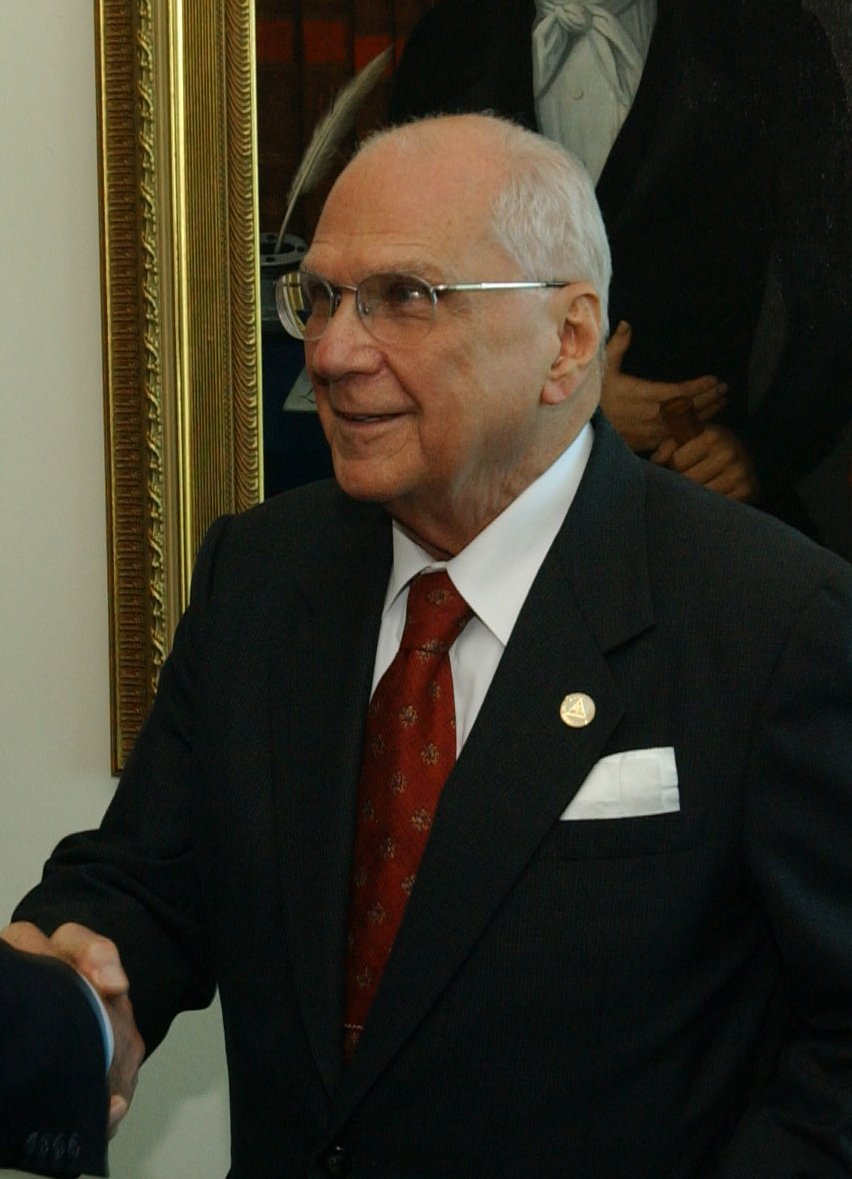
Enrique Bolaños.

- 1928: Enrique Bolaños, ingeniero y político nicaragüense, presidente de Nicaragua entre 2002 y 2007 (f. 2021).
- 1928: Édouard Molinaro, actor y cineasta francés (f. 2013).
- 1928: Washington Ortuño, futbolista uruguayo (f. 1973).
- 1929: Rigoberto López Pérez, poeta nicaragüense (f. 1956).
- 1929: Juan Muñoz Martín, escritor español.
- 1930: José Jiménez Lozano, escritor y periodista español (f. 2020).
- 1930: Emilio Laguna, actor español.
- 1930: Manuel Marulanda Vélez, líder guerrillero colombiano (f. 2008).
- 1931: Miguel Fernández, poeta español (f. 1993).
- 1931: Jim Jones, religioso estadounidense (f. 1978).
- 1931: Gérard Mulliez, empresario francés.
- 1931: Oscar Cantuarias, arzobispo peruano. (f. 2011).
- 1932: Riverito, conductor de televisión argentino.
- 1935: Waldemar De Gregori, sociólogo brasileño.
- 1935: Burny Mattinson, animador, guionista y director estadounidense.
- 1935: Jan Saudek, artista checo.
- 1935: André Georges Marie Walter Albert Robyns, botánico belga (f. 2003).
- 1935: David Wilkinson, cosmólogo estadounidense (f. 2002).
- 1937: Trevor Baylis, inventor británico (f. 2018).
- 1937: José Agustín Ortiz Pinchetti, político mexicano.
- 1937: Beverley Owen, actriz estadounidense (f. 2019).
- 1937: Roger Zelazny, escritor estadounidense (f. 1995).
- 1938: Giuliano Amato, político italiano.
- 1938: Roberto Carnaghi, actor argentino.

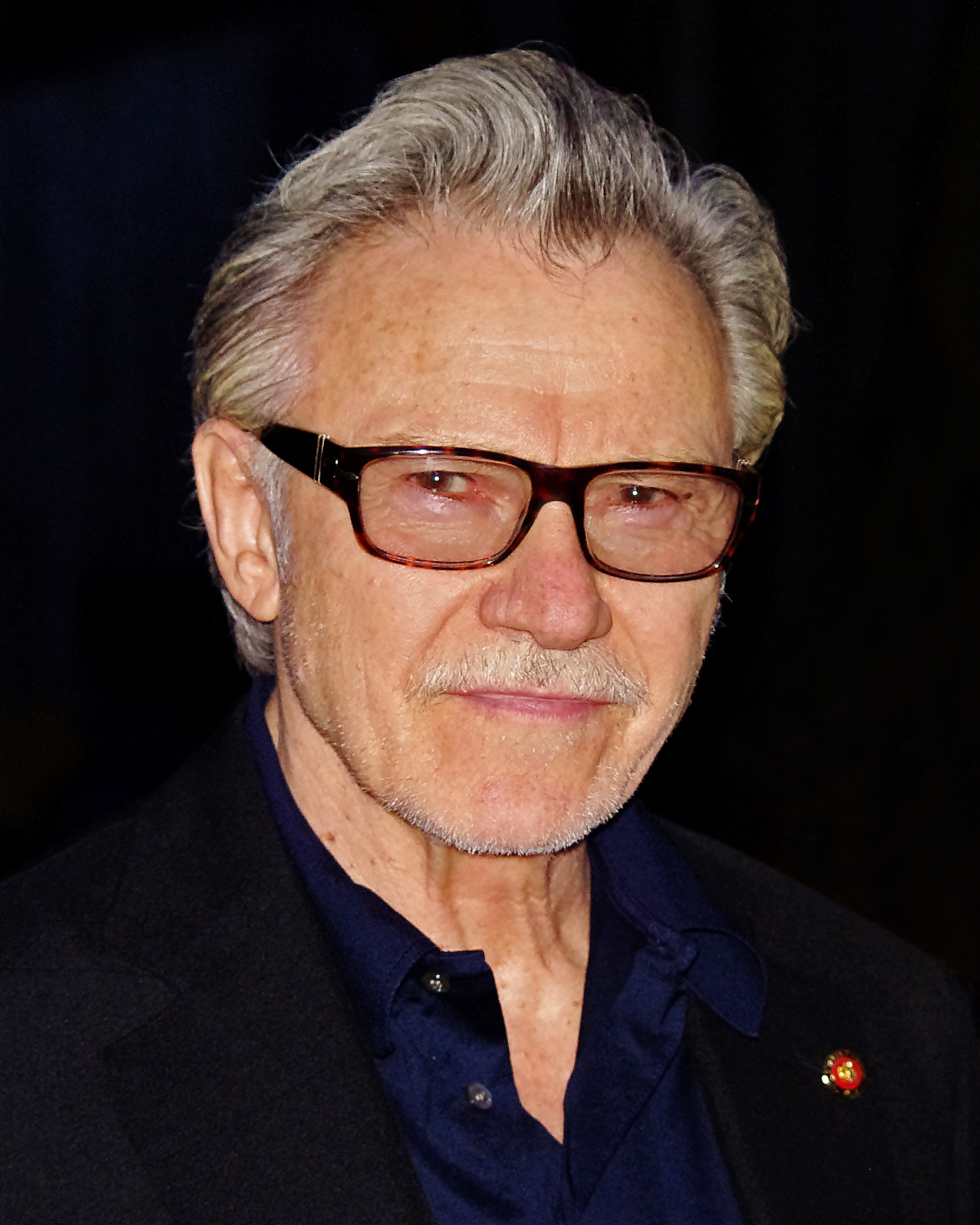
Harvey Keitel.

- 1939: Harvey Keitel, actor estadounidense.
- 1940: Bruce Chatwin, novelista británico (f. 1989).
- 1940: Enrique Escudero de Castro, político español (f. 2001).
- 1941: Senta Berger, actriz y escritora austriaca.
- 1941: Jean Froc, biólogo francés (f. 2009).
- 1941: Pedro Sabando, político español.
- 1941: Ritchie Valens, cantante estadounidense (f. 1959).
- 1941: John Vermeulen, escritor belga (f. 2009).
- 1942: Pál Schmitt, político húngaro.
- 1943: Kurt Trampedach pintor danés (f. 2013).
- 1944: Armistead Maupin, autor estadounidense.

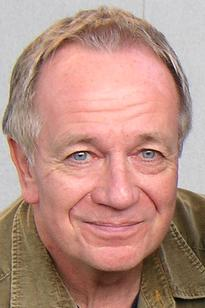
Sam Anderson.

- 1945: Sam Anderson, actor estadounidense.
- 1945: Tamam Salam, economista y político libanés.
- 1945: Lasse Berghagen, cantante y guitarrista sueco.
- 1945: Eduardo Pío de Braganza, pretendiente portugués.
- 1945: Maneco Galeano, músico paraguayo (f. 1980).
- 1945: Lou Marini, saxofonista estadounidense.
- 1945: Adrián Ramos, actor mexicano (f. 1999).
- 1945: Philippe Roussel, ingeniero informático estadounidense.
- 1946: Ismail Haron, cantante tailandés (f. 2012).
- 1946: Marv Wolfman, historietista estadounidense.
- 1947: Marisa Abad, presentadora española.
- 1947: María Badía, política española.
- 1947: Charles Baxter, escritor estadounidense.
- 1947: Óscar "Cuervo" Castro, actor de cine y teatro chileno.
- 1947: Stephen R. Donaldson, escritor estadounidense.
- 1948: Pepe Cibrián Campoy, actor, director teatral y dramaturgo argentino.
- 1948: Carlos Dávila, periodista español.
- 1948: Dean Meminger, baloncestista y entrenador estadounidense (f. 2013).
- 1950: Conrado Domínguez, pintor mexicano.
- 1950: Joe Johnston, cineasta estadounidense.
- 1950: Faisal bin Abdullah bin Mohammed Al Saud, político saudí.
- 1950: Ferran Rañé, actor español.

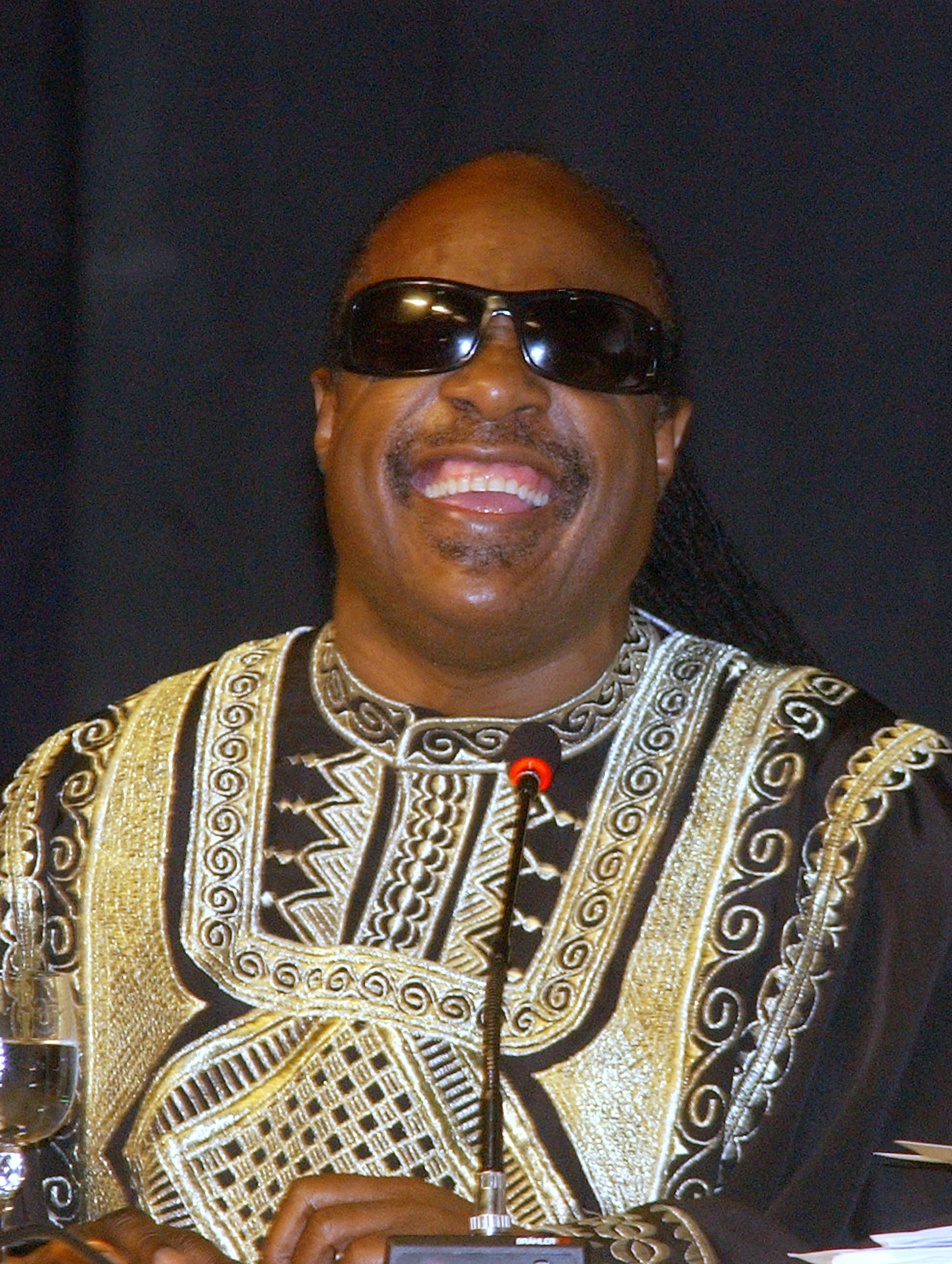
Stevie Wonder.

- 1950: Stevland Hardaway Morris, Stevie Wonder, músico y activista social estadounidense.
- 1951: Miguel Ángel Uzquiza González, político y pedagogo español.
- 1951: Jorge Trezeguet, futbolista franco-argentino.
- 1952: John Kasich, político estadounidense.
- 1952: Luis Oruezábal, futbolista argentino (f. 2014).
- 1952: Jorge Luis Siviero, futbolista y entrenador argentino.
- 1953: Kiti Mánver, actriz española.
- 1954: Alejandro Encinas, político mexicano.
- 1954: Jorge Garcés, futbolista chileno.
- 1954: Eugenio Leal, futbolista español.
- 1954: Johnny Logan, cantante y compositor irlandés de origen australiano.
- 1954: René Stockman, religioso belga.
- 1955: Pedro Alba, futbolista español.
- 1955: María Cecilia Botero, actriz colombiana.
- 1955: Ermy Kullit, cantante indonesia.
- 1956: Oscar Roberto Domínguez Couttolenc, sacerdote mexicano.
- 1956: José Damián González, periodista español.
- 1956: Sri Sri Ravi Shankar, religioso hinduista indio.
- 1956: Roberto Álvarez, actor español.
- 1956: Vjekoslav Bevanda, político bosniocroata.
- 1956: Michael Jacklin, escultor neerlandés.
- 1956: Fred Melamed, actor estadounidense.
- 1957: Alan Ball, guionista y cineasta estadounidense.
- 1957: Kenneth Eriksson, pilotoa de rallys sueco.
- 1957: Inmaculada González, política española.
- 1957: Claudie Haigneré, Científica, astronauta y política francesa.
- 1957: Andrea Klump, terrorista alemán.
- 1957: Miguel Sebastián, político y economista español.
- 1957: Kōji Suzuki, escritor japonés.
- 1957: Stefano Tacconi, futbolista italiano.
- 1958: Tshala Muana, cantante y bailarina congolesa.
- 1958: Juan Ángel Napout, empresario y dirigente deportivo paraguayo.
- 1958: Willie González, cantante puertorriqueño.
- 1959: Morten Sæther, ciclista noruego.
- 1960: Alberto Márcico, futbolista argentino.
- 1960: Teresa Palacios Criado, jueza española.
- 1961: Siobhan Fallon Hogan, actriz estadounidense.
- 1961: Néstor Montalbano, cineasta argentino.
- 1961: Dennis Rodman, baloncestista estadounidense.
- 1961: Yutaka Sado, director de orquesta y compositor japonés.
- 1961: Guido Süller, personalidad televisiva, actor y arquitecto argentino.
- 1962: Roxana Baldetti, política y vicepresidenta guatemalteca.
- 1962: Jesús Casillas Romero, político mexicano.
- 1962: Eduardo Palomo, actor y cantante mexicano (f. 2003).
- 1963: Fernando Carrillo Flórez, abogado y diplomático colombiano.
- 1963: Wally Masur, tenista australiano.
- 1964: Stephen Colbert, actor estadounidense.
- 1964: Ronnie Coleman, fisicoculturista estadounidense.
- 1964: Chris Maitland, baterista británico, de la banda Porcupine Tree.
- 1964: Jordi Sánchez Zaragoza, actor, escritor, guionista y productor español.
- 1964: Tom Verica, actor y cineasta estadounidense.Alison Goldfrapp.

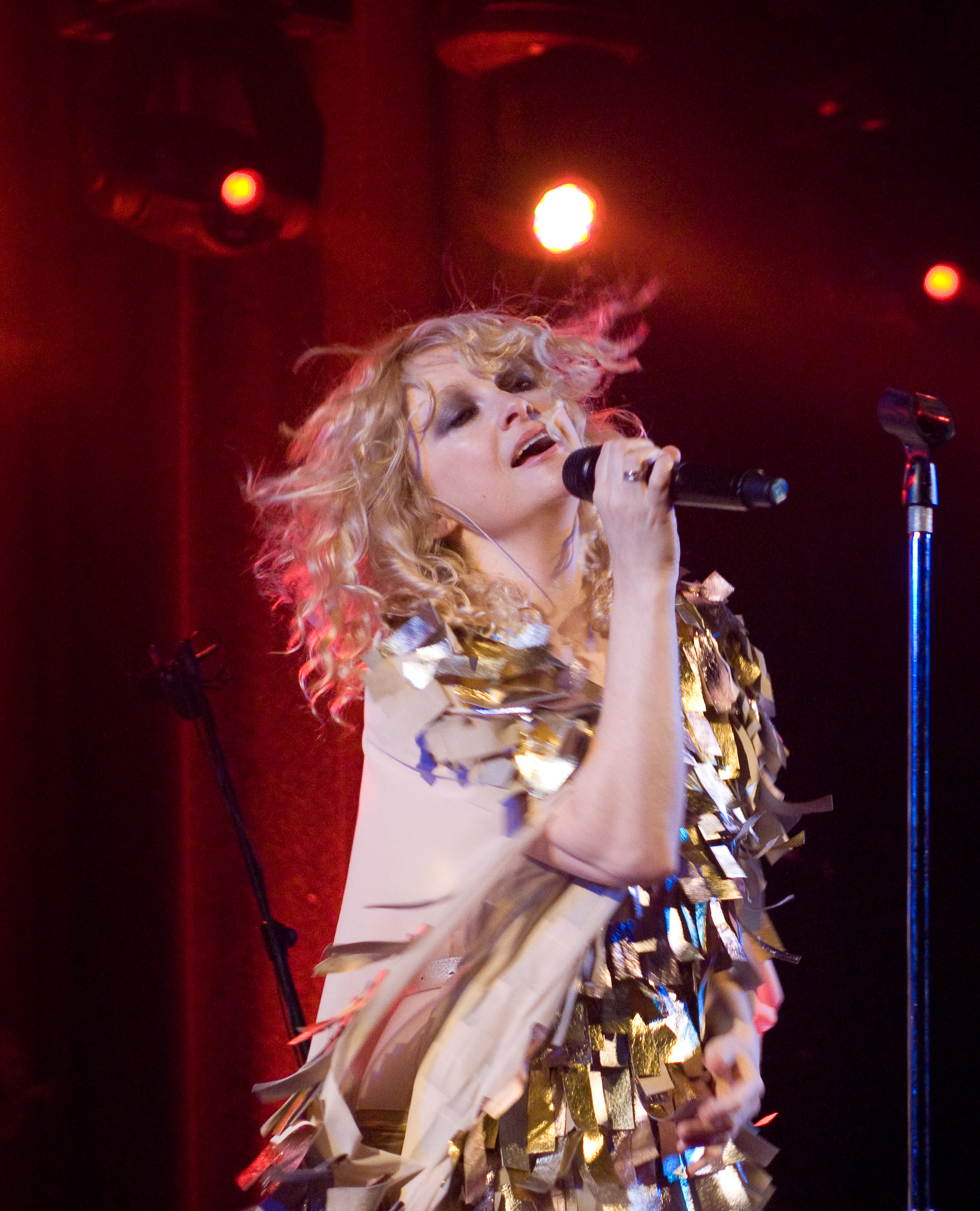
Alison Goldfrapp.

- 1965: José Antonio Delgado Sucre, alpinista venezolano (f. 2006).
- 1965: Chris Washburn, baloncestista estadounidense.
- 1966: Alison Goldfrapp, cantante y música británica, de la banda Goldfrapp.
- 1967: Beto Ayala, actor paraguayo (f. 2012).
- 1967: Chuck Schuldiner, músico estadounidense, de la banda Death (f. 2001).
- 1967: Melanie Thornton, cantante germano-estadounidense, de la banda La Bouche (f. 2001).
- 1968: Miguel Ángel Blanco, político español (f. 1997).
- 1969: Nikos Aliagas, periodista francés de origen griego.

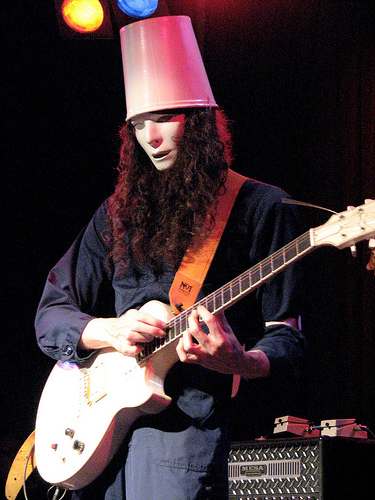
Buckethead.

- 1969: Buckethead, músico estadounidense.
- 1969: Óscar Cervantes, baloncestista español.
- 1970: Ana Otero, actriz española.
- 1970: Fernando Vergara, futbolista y entrenador chileno.
- 1971: Gia Jordan, actriz porno estadounidense.
- 1971: Espen Lind, cantante y guitarrista noruego, de la banda Espionage.
- 1971: Fana Mokoena, actor sudafricano.
- 1972: Pablo García Casado, poeta español.
- 1972: María José Molina, periodista española.
- 1972: Giovanni Tedesco, futbolista italiano.
- 1974: Leonel Roberto Carrillo, político mexicano (f. 2008).
- 1974: Giulio Falcone, futbolista italiano.
- 1974: Humberto García Ramírez, futbolista paraguayo.
- 1974: Brian Geraghty, actor estadounidense.
- 1974: Amarilis Savón, yudoca cubana.
- 1975: Itatí Cantoral, actriz mexicana.
- 1975: Chris Crawford, baloncestista estadounidense.
- 1975: Andrés Palacios, actor chileno.
- 1975: José Paulo Sousa da Silva, futbolista portugués.
- 1975: Evelin Samuel, cantante estonio.
- 1976: Mark Delaney, futbolista británico.
- 1976: Marko Krivokapić, balonmanista serbio.
- 1976: Trajan Langdon, baloncestista estadounidense.
- 1976: Iván López, futbolista colombiano.
- 1976: Antonio Ugalde, jugador de balonmano español.
- 1977: José Antonio Moreno, actor y presentador español.

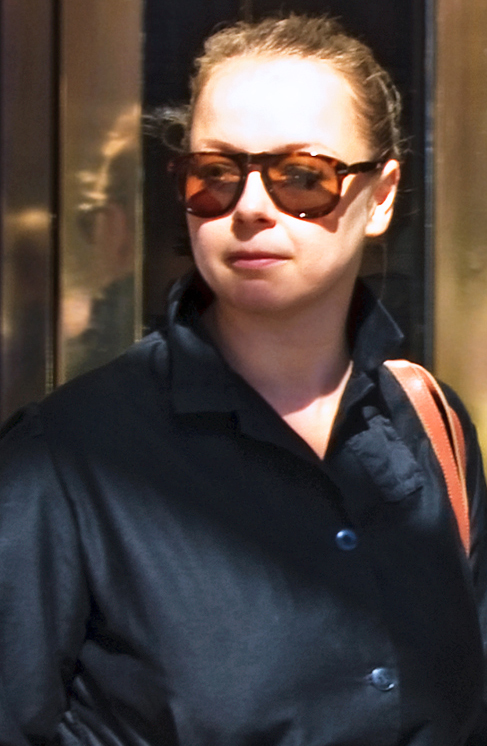
Samantha Morton.

- 1977: Samantha Morton, actriz británica.
- 1977: Tarik Sektioui, futbolista marroquí.
- 1977: Barry Westhead, pianista británico, de la banda Starsailor.
- 1978: Mike Bibby, baloncestista estadounidense.
- 1979: Carlos Felipe, príncipe sueco.
- 1979: Mickey Madden, bajista estadounidense, de la banda Maroon 5.
- 1979: Álvaro Alejandro Mello, futbolista uruguayo.
- 1979: Vyacheslav Shevchuk, futbolista ucraniano.
- 1980: Mau Marcelo, cantante filipino.
- 1980: Óscar Passo, futbolista colombiano.
- 1981: Sunny Leone, modelo canadiense.
- 1981: Matías Lequi, futbolista argentino.
- 1981: Rebecka Liljeberg, actriz sueca.
- 1981: David López, ciclista español.
- 1981: James Yun, luchador profesional estadounidense.
- 1982: Albert Crusat, futbolista español.
- 1982: Oguchi Onyewu, futbolista estadounidense.
- 1982: Maarten Wynants, ciclista belga.
- 1982: Taishi Murata, actor de voz japonés.
- 1982: Kevin Begois, futbolista belga.
- 1983: Natalie Cassidy, actriz británica.
- 1983: Johnny Hoogerland, ciclista neerlandés.
- 1983: Jowi Campobassi, periodista y conductora argentina.
- 1983: Grégory Lemarchal, cantante francés (f. 2007).
- 1983: János Székely, futbolista rumano.

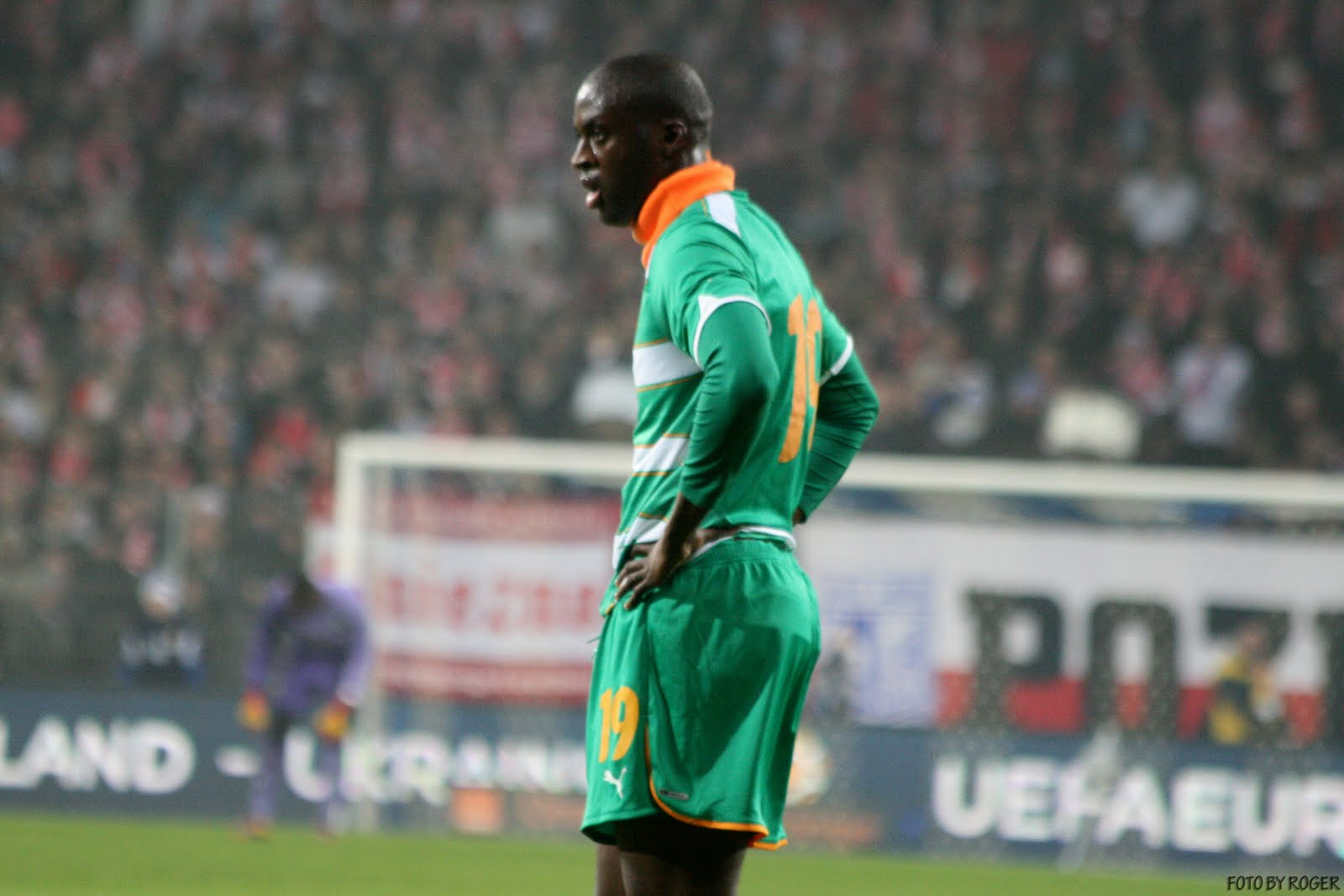
Yaya Touré.

- 1983: Yaya Touré, futbolista marfileño.
- 1984: Benny Dayal, cantante indio.
- 1984: Raúl Gorostegui, futbolista argentino.
- 1985: Javier Ángel Balboa, futbolista español.
- 1985: Carlos Matheu, futbolista argentino.
- 1985: Franco Miranda, futbolista argentino.
- 1985: Iwan Rheon, actor y cantante británico.
- 1985: Arturo Villasanti, futbolista paraguayo.
- 1986: Hugo Becker, actor francés.
- 1986: Lena Dunham, actriz y directora estadounidense.
- 1986: Robert Flores, futbolista uruguayo.
- 1986: Robert Pattinson, actor británico.
- 1986: Alexander Rybak, compositor y cantante bielorruso.
- 1986: Scott Sutter, futbolista británico.
- 1987: Candice Accola, cantante y actriz estadounidense.
- 1987: Antonio Adán, futbolista español.
- 1987: Sandro Mareco, ajedrecista argentino.
- 1987: Hunter Parrish, actor estadounidense.
- 1987: Carrie Prejean, modelo estadounidense.

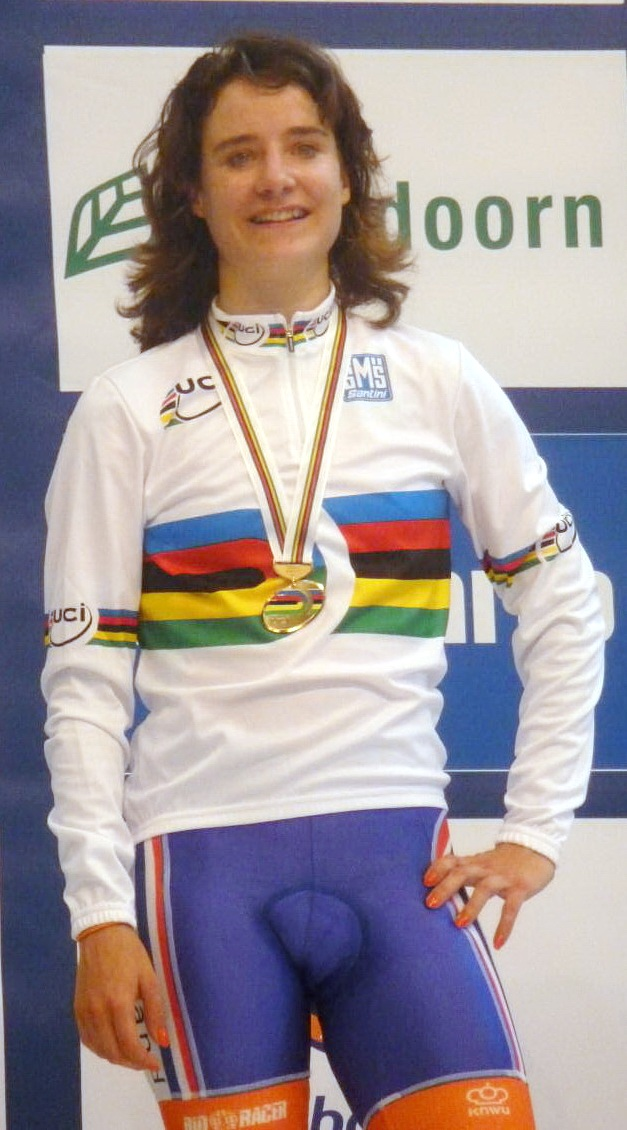
Marianne Vos.

- 1987: Marianne Vos, ciclista neerlandesa.
- 1987: Charlotte Wessels, vocalista y compositora neerlandesa, del grupo Delain.
- 1988: José Picón Sedano, futbolista español.
- 1988: Said Husejinović, futbolista bosnio.
- 1988: Lydia Williams, futbolista australiana.
- 1989: Michele Marconi, futbolista italiano.
- 1989: Héctor Ladero Rivas, futbolista español.
- 1988: Vladimir Dašić, baloncestista serbio.
- 1988: Said Husejinović, ciclista bosnio.
- 1991: Francis Coquelin, futbolista francés.
- 1991: Joe Mason, futbolista irlandés.
- 1991: Flavio Scarone, futbolista uruguayo.
- 1991: Francisco Lachowski, modelo brasileño.
- 1992: Thievy Bifouma, futbolista congoleño.
- 1992: Willson Contreras, beisbolista venezolano.
- 1992: Emily Gielnik, futbolista australiana.
- 1992: Simon Piesinger, futbolista austriaco.
- 1993: Jack Harries, actor, comediante y bloguero británico.
- 1993: Romelu Lukaku, futbolista belga.
- 1993: Debby Ryan, actriz estadounidense.
- 1993: Ezekiel Henty, futbolista nigeriano.
- 1994: Łukasz Moneta, futbolista polaco.
- 1994: Pablo Ortiz Fernández, futbolista español.
- 1994: Gabriel Matías Fernández, futbolista uruguayo.
- 1994: Maialen Gurbindo, también conocida como Chica Sobresalto, cantante española.
- 1995: Alfonso Tamay, futbolista mexicano.
- 1996: Yuriy Pertsukh, futbolista kazajo.
- 1996: Damon Mirani, futbolista neerlandés.
- 1996: Yuki Okada, futbolista japonés.
- 1996: Shuichi Sakai, futbolista japonés.
- 1996: Fabián Zambrano, futbolista colombiano.
- 1997: Ramón Miérez, futbolista argentino.
- 1997: Giancarlo Bianchini, futbolista argentino.
- 1997: Kazuki Egashira, futbolista japonés.
- 1997: Ren Yamamoto, futbolista japonés.
- 1997: Samuel Mráz, futbolista eslovaco.
- 1997: Jade Baker, actriz pornográfica y modelo erótica estadounidense.
- 1997: Marius Adamonis, futbolista lituano.
- 1997: Jesús Ortiz Paz "JOP", cantante mexicano de Fuerza Regida.
- 1998: Luca Zidane, futbolista francés.
- 1998: Adrià Pedrosa, futbolista español.
- 1998: Ajtem Zakirov, boxeador ruso.
- 1998: Jon Moncayola, futbolista español.
- 1998: Julia Ritter, atleta alemana.
- 1998: Annamaria Serturini, futbolista italiana.
- 1998: Ellen Santana, yudoca brasileña.
- 1998: Franco Calderón, futbolista argentino.
- 1998: Alicia Monson, atleta estadounidense.
- 1998: Nimu Spacecat, vtuber argentina.
- 1999: Óscar Mingueza, futbolista español.
- 1999: Keegan Smith, futbolista neozelandés.
- 1999: Martin Lamou, atleta francés.
- 1999: Samuel Shashoua, futbolista inglés.
- 2000: Xandres Vervloesem, ciclista belga.
- 2000: Ethan Cepuran, patinador de velocidad estadounidense.
- 2000: Amalie Magelund, jugadora de bádminton danesa.
- 2000: Matěj Krsek, atleta checo.
- 2000: Miku Kojima, nadadora japonesa.
- 2000: Emil Holm, futbolista sueco.
- 2002: Diego López Noguerol, futbolista español.
- 2003: Javier Guerra Moreno, futbolista español.
- 2003: Lara van Niekerk, nadadora sudafricana.
- 2003: Jabari Smith Jr., baloncestista estadounidense.

## Fallecimientos

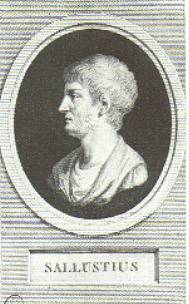
Salustio.

- 34 a. C.: Salustio, historiador romano (n. 86 a. C.).
- 189: Ling de Han, emperador chino (n. 156).
- 1176: Mateo I de Lorena, aristócrata francés (n. 1119).
- 1231: Leonor de Portugal, aristócrata portuguesa y reina consorte danesa (n. 1231).
- 1399: Otón IV de Brunswick-Grubenhagen, príncipe alemán (n. 1320).
- 1505: Felipe Jordán de Urriés, aristócrata español.[5]
- 1568: Sofía de Pomerania reina consorte de Dinamarca y Noruega (n. 1498).
- 1573: Takeda Shingen, samurái japonés (n. 1521).
- 1603: Christian Sgrooten, astrónomo alemán (n. 1525).
- 1614: Marquard Freher, jurista, escritor y estadista alemán (n. 1565).
- 1619: Johan van Oldenbarnevelt, estadista neerlandés (n. 1547).
- 1646: María Ana de Austria, aristócrata austriaca (n. 1606).
- 1653: Teodosio III de Braganza, aristócrata portuguesa (n. 1634).
- 1666: Pier Francesco Mola, pintor italiano (n. 1612).
- 1667: Francisco Rhédey, aristócrata húngaro (n. 1610).
- 1668: Diego Riquelme de Quirós, eclesiástico y político español.
- 1673: Johannes Bach, compositor alemán (n. 1604).
- 1704: Louis Bourdaloue, jesuita francés (n. 1632).
- 1742: Nicolas Andry de Boisregard, médico francés (n. 1658).
- 1782: Daniel Solander, botánico sueco (n. 1736).
- 1799: Barthélemy Mercier de Saint-Léger, bibliógrafo francés (n. 1734).
- 1818: Luis José de Borbón-Condé, aristócrata francés (n. 1736).

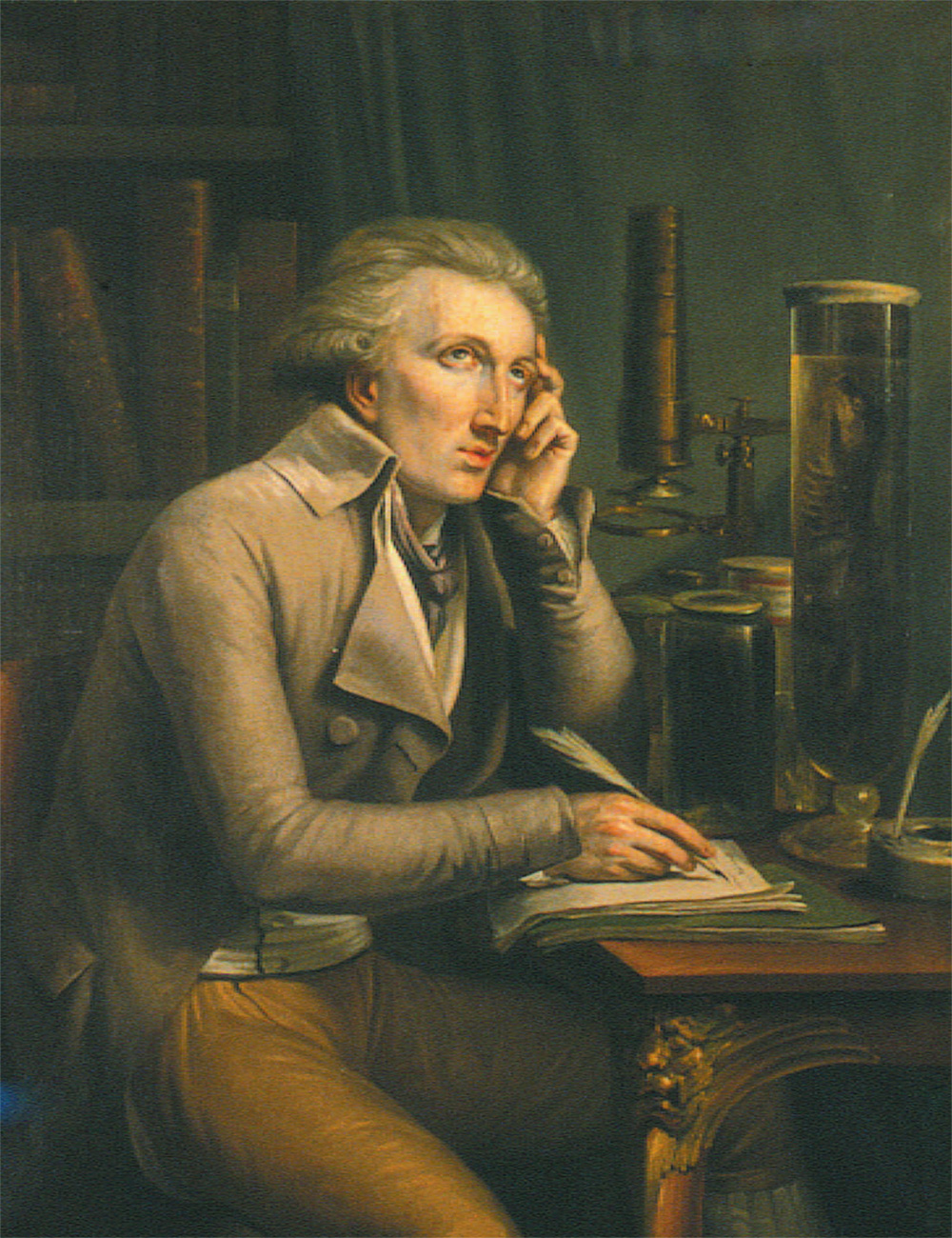
Georges Cuvier.

- 1832: Georges Cuvier, zoólogo francés (n. 1769).
- 1834: Andrés Hubert Fournet, clérigo y santo francés (n. 1752).
- 1835: John Nash, arquitecto británico (n. 1752).
- 1839: William Farquhar, primer residente de la colonia de Singapur (n. 1774).
- 1839: Joseph Fesch, eclesiástico francés (n. 1763).
- 1850: Johann Jakob Bernhardi, médico y botánico alemán (n. 1774).
- 1851: Augusta de Baviera, Princesa de Baviera (n. 1788).
- 1852: Francisco de la Lastra, militar chileno (n. 1777).
- 1856: Juan García del Río, escritor y político colombiano (n. 1794).
- 1857: Parley P. Pratt, predicador estadounidense (n. 1807).
- 1860: Christian Gmelin, químico alemán (n. 1792).
- 1878: Joseph Henry, físico estadounidense (n. 1797).
- 1879: Joaquín Gatell y Folch, arabista, espía y explorador catalán (n. 1826).
- 1884: Cyrus McCormick, empresario estadounidense (n. 1809).
- 1885: Friedrich Gustav Jakob Henle, médico patólogo, anatomista y zoólogo alemán (n. 1809).
- 1886: Carlota Luisa de Godoy y Borbón, aristócrata española (n. 1800).
- 1886: Patricio Lynch, militar chileno (n. 1824).
- 1889: Philippe-Jacques Müller, botánico francés (n. 1832).
- 1890: Jacques-Louis Soret, químico suizo (n. 1827).
- 1898: Manuel Vega Dávila, abogado y político ecuatoriano (n. 1822).
- 1899: Marcelino Menéndez Pintado, catedrático español (n. 1823).
- 1900: Alberto Bosch y Fustegueras, político español (n. 1848).

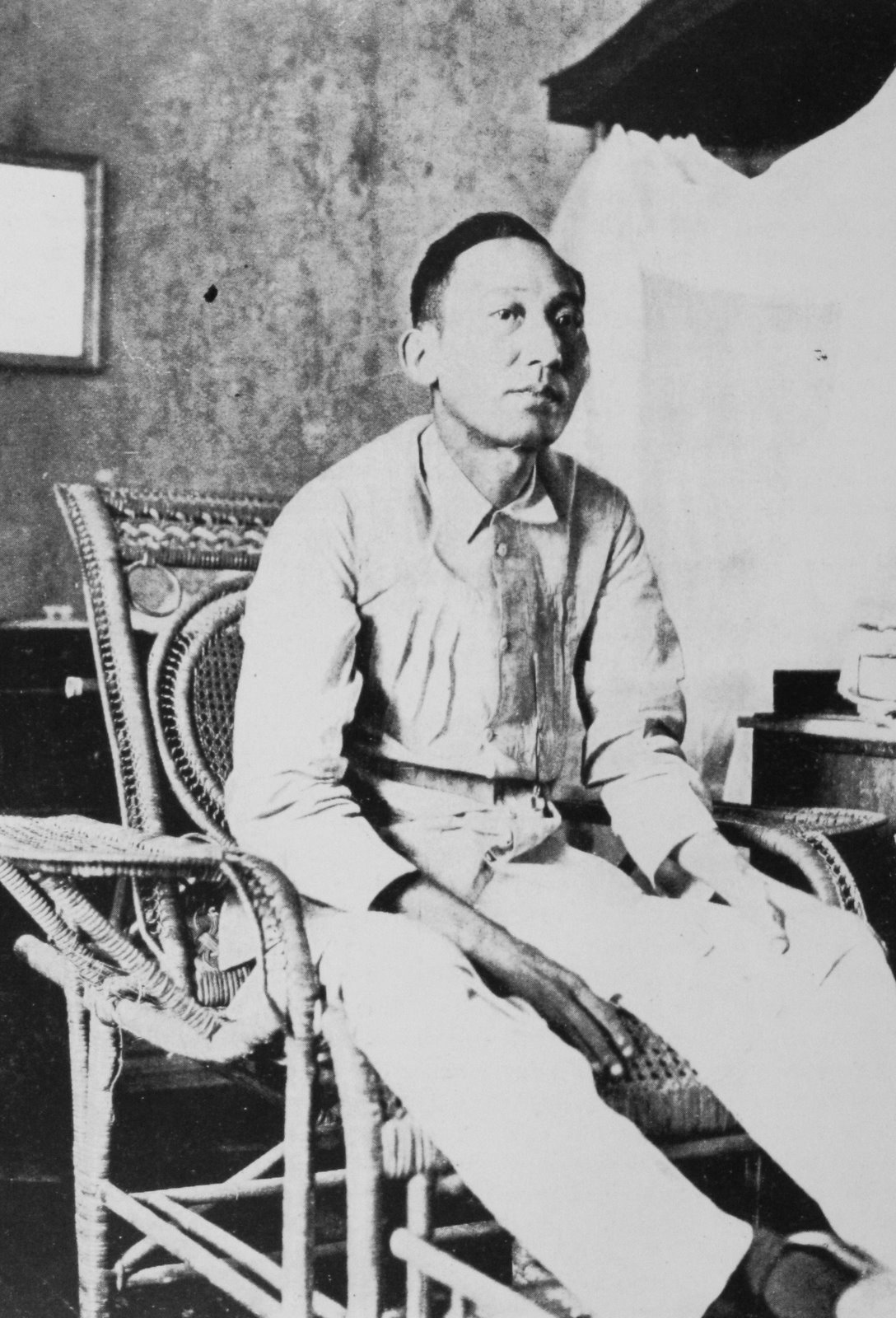
Apolinario Mabini.

- 1903: Apolinario Mabini, político filipino, 1.º primer ministro de su país (n. 1864).
- 1904: Gabriel Tarde, sociólogo, criminólogo y psicólogo francés (n. 1843).
- 1916: Sholem Aleijem, escritor ruso (n. 1859).
- 1917: Juan Antonio Buschiazzo, arquitecto italiano (n. 1845).
- 1918: Alberto Betancourt, político mexicano.
- 1921: Jean Aicard, escritor francés (n. 1848).
- 1922: Varelito, torero español (n. 1893).
- 1927: Hermann Scherer, pintor y escultor suizo (n. 1893).
- 1928: Jean-Baptiste Dortignacq, ciclista francés (n. 1884).
- 1930: Helena Lange, pedagoga y activista alemán (n. 1848).

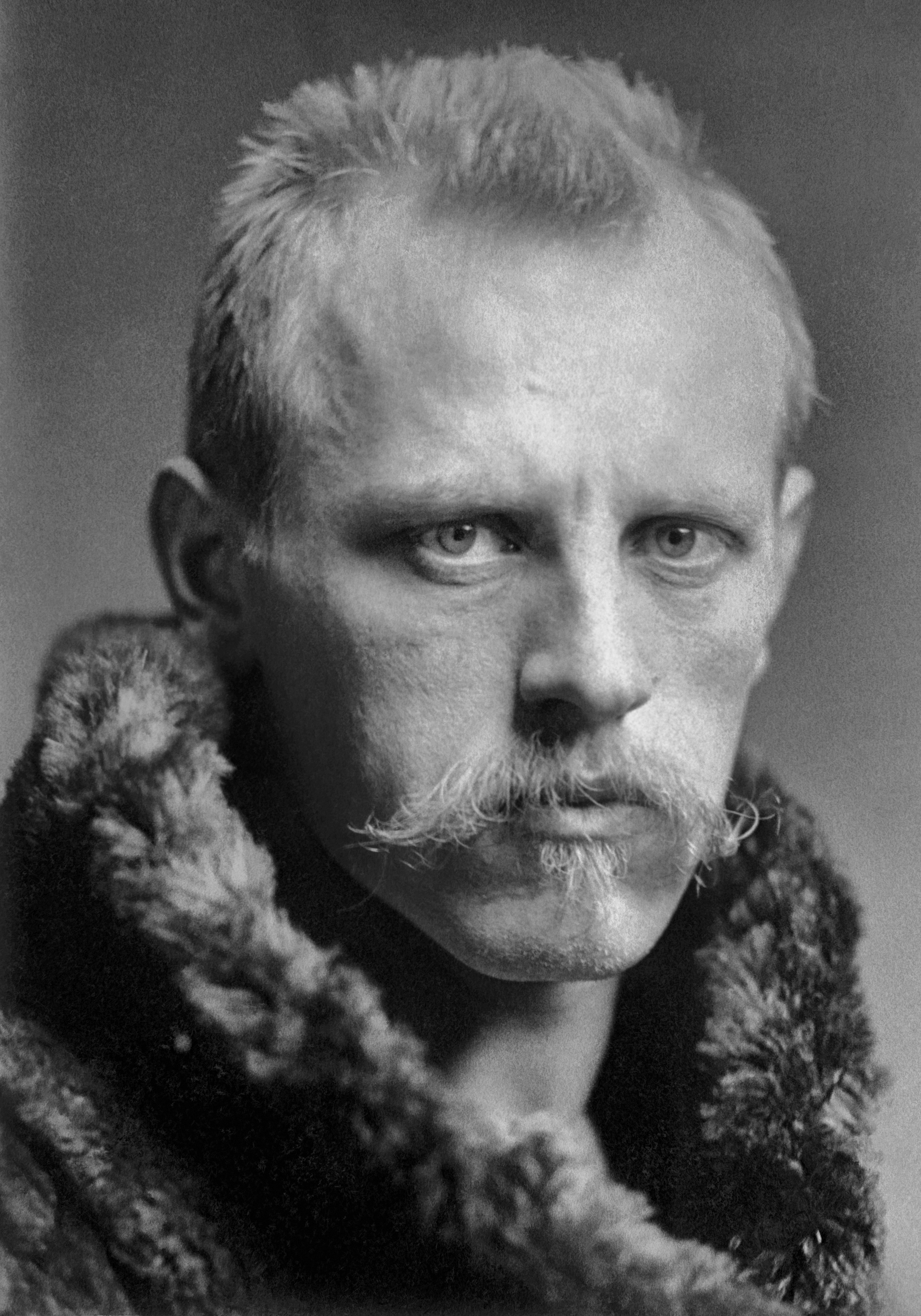
Fridtjof Nansen.

- 1930: Fridtjof Nansen, explorador y político noruego, premio nobel de la paz en 1922 (n. 1861).
- 1934: Ángel Gallardo, ingeniero y político argentino (n. 1867).
- 1936: Felipe Pinglo Alva, cantautor peruano (n. 1899).
- 1937: Graciano Antuña, político español (n. 1903).
- 1938: Charles Edouard Guillaume; físico suizo, premio nobel de física en 1920 (n. 1861).
- 1940: Guillermo Laborde, pintor y escultor uruguayo (n. 1886).
- 1947: Frances Mary Hodgkins, pintora neozalandesa (n. 1869).
- 1948: Peter Wentworth-Fitzwilliam, soldado y aristócrata británico (n. 1910).
- 1950: Corrado Racca, actor italiano (n. 1889).
- 1953: Hermann Jadlowker, tenor letón de origen judío (n. 1877).
- 1956: Aleksandr Fadéyev, escritor ruso (n. 1901).
- 1957: Augusto Ordóñez, barítono español (n. 1883).
- 1957: Ottone Rosai, pintor italiano (n. 1895).
- 1960: Harry Schell, piloto estadounidense de Fórmula 1 (n. 1921).

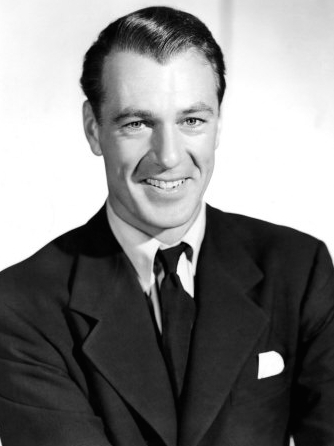
Gary Cooper.

- 1961: Gary Cooper, actor estadounidense (n. 1901).
- 1963: Alois Hudal, obispo austro-italiano (n. 1885).
- 1965: Ignacio Barraquer, oftalmólogo español (n. 1884).
- 1966: Rosendo García, dirigente sindical argentino.
- 1970: Lalo Malcolm, actor argentino (n. 1903).
- 1972: Dan Blocker, actor estadounidense (n. 1928).
- 1972: Marcial Mora, político chileno (n. 1895).
- 1973: Saúl Calandra, futbolista argentino (n. 1904).
- 1974: Allal al-Fasi, político y escritor marroquí (n. 1910).
- 1974: Jaime Torres Bodet, escritor, diplomático, ensayista y poeta mexicano (n. 1902).
- 1975: Marguerite Perey, física francesa (n. 1909).
- 1975: Bob Wills, actor y cantante estadounidense, de la banda Light Crust Doughboys (n. 1905).
- 1976: Ernesto Raquén, actor uruguayo (n. 1908).
- 1978: Juan Criado, futbolista, cantautor y compositor peruano (n. 1913).
- 1978: Práxedes Giner, militar y político mexicano (n. 1893).
- 1980: Maruxa Fandiño Ricart, mujer gallega, de las hermanas Las Dos Marías (n. 1898).
- 1980: Carmen García González, mujer mexicana, esposa del presidente Emilio Portes Gil (n. 1905).
- 1980: Otto Umbehr, fotógrafo alemán (n. 1902).
- 1984: Stanisław Ulam, matemático polaco (n. 1909).
- 1985: Leatrice Joy, actriz estadounidense (n. 1893).
- 1985: Aleksandr Mikulin, diseñador de aviación soviético (n. 1895).
- 1986: Peadar O'Donnell, político y escritor irlandés (n. 1893).
- 1987: Aníbal Cabanzón, futbolista español (n. 1915).
- 1987: Richard Ellmann, crítico de literatura británica (n. 1918).
- 1987: Ismael Rivera, cantante puertorriqueño (n. 1931).
- 1987: Forbes Robinson, cantante británico (n. 1926).

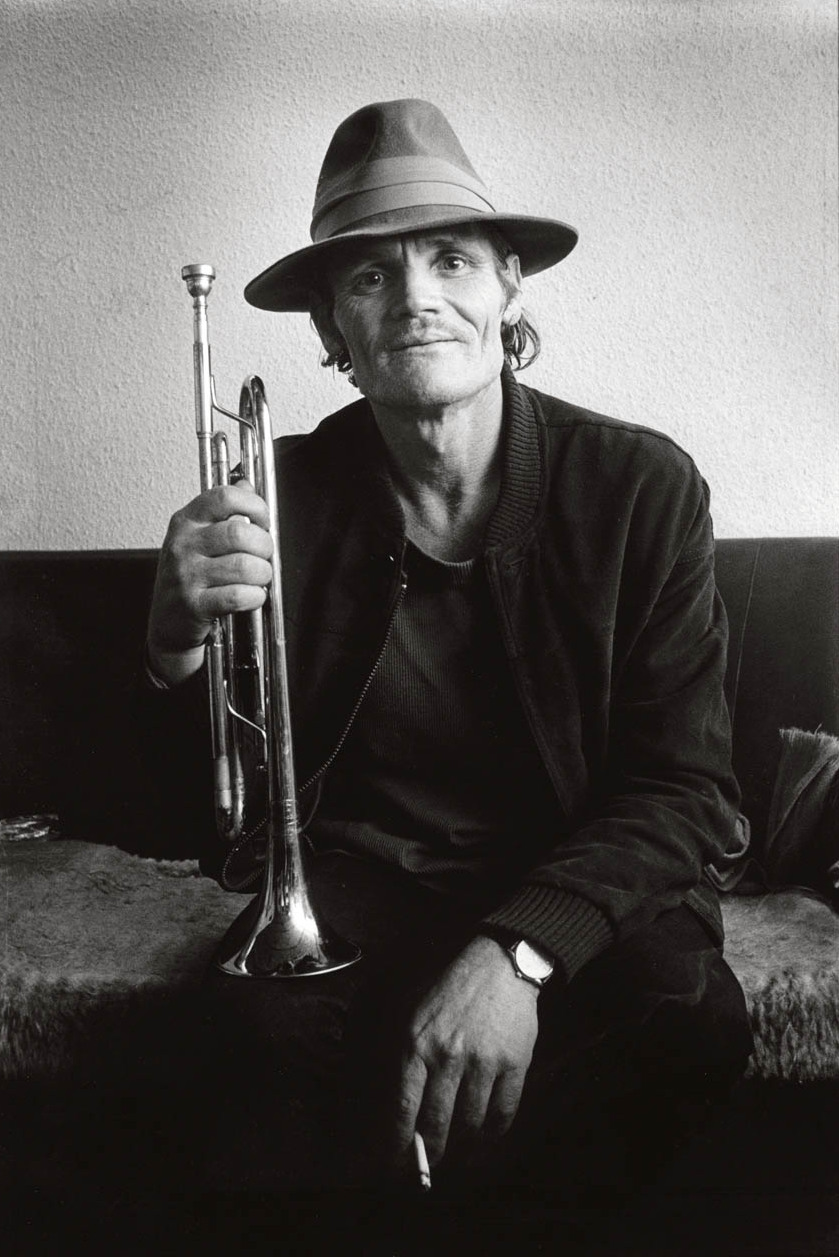
Chet Baker.

- 1988: Chet Baker, trompetista y cantante estadounidense de jazz (n. 1929).
- 1988: Irene Manton, bióloga británica (n. 1904).
- 1988: Serguéi Gorshkov, almirante de la Armada Soviética (n. 1910).
- 1990: Rafael Navas Pardo, militar y estadista colombiano (n. 1908).
- 1991: Abderrahmane Farès, político argelino (n. 1911).
- 1991: Delia Parodi, política argentina (n. 1913).
- 1993: Joaquín García Vargas, actor mexicano (n. 1922).
- 1993: Bede Griffiths, místico británico (n. 1906).
- 1994: Duncan Hamilton, piloto de automovilismo británico (n. 1920).
- 1997: Josefina Escobedo, actriz mexicana (n. 1914).
- 1997: Eutiquio Leal, escritor colombiano (n. 1928).
- 1997: Laurie Lee, escritor británico (n. 1914).
- 1998: Chantal Mauduit, alpinista francesa (n. 1964).
- 1998: John Julius Wurdack, botánico estadounidense (n. 1921).
- 1999: Roy Crowson, biólogo británico (n. 1914).

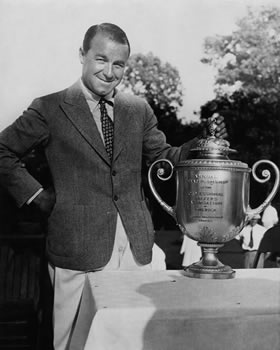
Gene Sarazen.

- 1999: Gene Sarazen, golfista estadounidense (n. 1902).
- 2000: Paul Bartel, actor, director y guionista estadounidense (n. 1938).
- 2000: Luis Macía González, tenor colombiano (n. 1906).
- 2000: Mario Lacruz, editor literario y novelista español (n. 1929).
- 2001: Salvador Garmendia, escritor venezolano (n. 1928).
- 2001: Rogelio Martínez, músico cubano (n. 1905).
- 2001: Jason Miller, actor estadounidense (n. 1939).
- 2002: Valeri Lobanovsky, futbolista y entrenador ucraniano (n. 1939).
- 2002: Israel Roa, pintor chileno (n. 1909).
- 2002: Morihiro Saitō, profesor de artes marciales japonés (n. 1928).
- 2003: Vladímir Abazarov, geólogo soviético (n. 1930).
- 2003: Jaime Serfaty Laredo, industrial y poeta español (n. 1929).
- 2003: Marcos Zucker, actor y humorista argentino (n. 1921).
- 2004: Gustavo Pena, músico uruguayo (n. 1955).
- 2004: Serafina Quinteras, escritora peruana (n. 1902).
- 2005: George Dantzig, matemático estadounidense (n. 1914).
- 2006: Östen Sjöstrand, escritor sueco (n. 1925).
- 2006: Jaroslav Pelikan, historiador estadounidense (n. 1923).
- 2007: Johnny Orosco, músico y cantante peruano, fundador y vocalista del Grupo Néctar (n. 1970).
- 2007: Ricardo Valencia, alpinista español (n. 1959).
- 2008: Saad Al-Abdullah Al-Salim Al-Sabah, emir y aristócrata kuwaití (n. 1930).
- 2009: Achille Compagnoni, alpinista italiano (n. 1914).

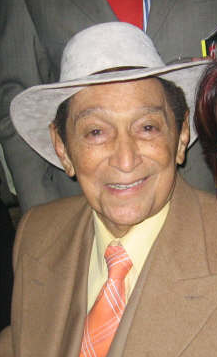
Rafael Escalona.

- 2009: Rafael Escalona, músico colombiano (n. 1927).
- 2010: Alan Lyle Bryan, arqueólogo estadounidense (n. 1928).
- 2010: Enrique González Bethencourt, músico y murguero español (n. 1924).
- 2010: Rafael Sanus, eclesiástico español (n. 1931).
- 2012: Donald "Duck" Dunn, bajista estadounidense, de la banda The Blues Brothers (n. 1941).
- 2012: Ada María Isasi-Díaz, teólogo cubano-estadounidense (n. 1943).
- 2012: Les Leston, piloto de carreras británico (n. 1920).
- 2012: Mario Papi, abogado, académico y político chileno. (n. 1948).
- 2012: Mario Trejo, escritor argentino (n. 1926).
- 2013: Joyce Brothers, psicóloga, columnista y actriz estadounidense (n. 1927).
- 2013: Enio Iommi, escultor argentino (n. 1926).
- 2013: Luciano Lutring, criminal italiano (n. 1937).
- 2013: Jagdish Mali, fotógrafo indio (n. 1954).
- 2013: Carlos Sánchez del Río, físico español (n. 1924).
- 2013: Fyodor Tuvin, futbolista ruso (n. 1973).
- 2014: Lorenzo Zambrano, empresario mexicano, presidente de CEMEX (n. 1944).
- 2016: Rodrigo Espíndola, futbolista de Nueva Chicago, B nacional (n. 1989).
- 2018: Margot Kidder, actriz canadiense (n. 1948).
- 2019: Doris Day, actriz estadounidense (n. 1922).
- 2020: Yoshio, cantante mexicano de ascendencia japonesa (n. 1949).
- 2021: Carlos Benjumea, comendiante colombiano (n. 1941).
- 2022: Mauricio Gómez Escobar, periodista colombiano (n. 1949).
- 2022: Teresa Berganza, soprano española (n. 1933).José Mujica.

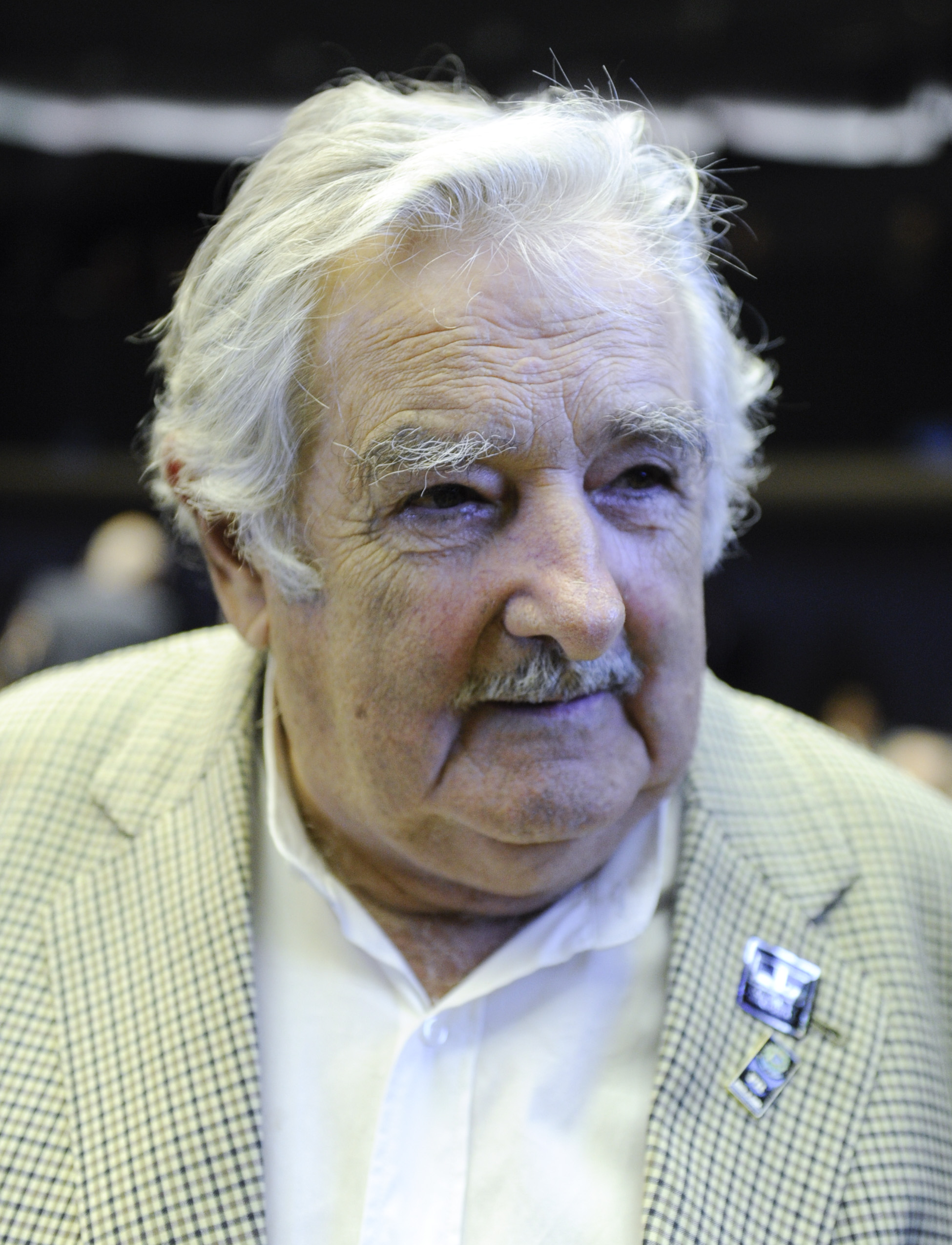
José Mujica.

- 2025: José Mujica, político uruguayo, presidente de Uruguay entre 2010 y 2015 (n. 1935).
- 2025: Valeria Márquez, influencer mexicana (n. 2002).

## Celebraciones

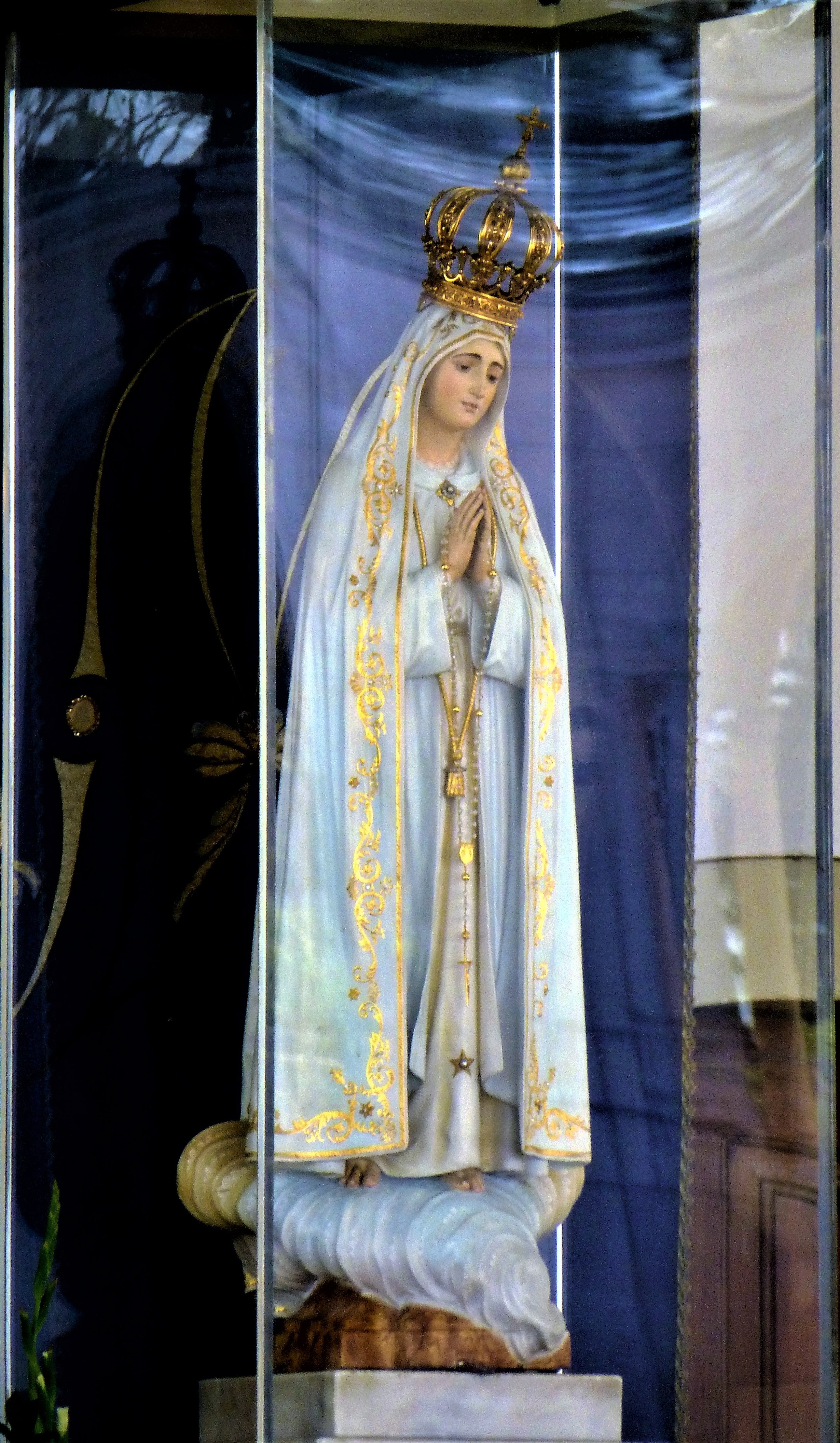
Imagen original de Nuestra Señora de Fátima en un pedestal de la Capilla de las Apariciones que marca el sitio exacto donde estaba la encina sobre la cual sucedieron las apariciones de la Virgen María.

- Día Mundial de la Virgen de Fátima.[6]
- Día Mundial del entrenador de fútbol.
En homenaje a los profesionales cuya labor es clave en la formación de equipos y sus estrategias. La fecha fue elegida en honor al escocés Alexander Ferguson, DT del Manchester United a quien se considera el más ganador de la historia, quien dirigió por última vez a ese equipo el 13 de mayo de 2013.

Gastronomía
- Día Internacional del Hummus.[7]
Plato de la gastronomía árabe, crema de garbanzos cocidos, con zumo de limón, tahini (crema o pasta a base de semillas de sésamo) y aceite de oliva.
- Día Mundial del Cóctel.[8]
Se le rinde honor a la primera vez que la palabra "cóctel" apareció en un periódico de Nueva York en 1806.

 Por países
(Por orden alfabético)
- Argentina:
  -  Misiones: 
    - Aniversario de Almafuerte.
Su nombre rinde honor al escritor argentino Pedro Bonifacio Palacios "Almafuerte" nacido ese mismo día, pero en 1854.
Fundación: 13 de mayo de 1939 (86 años).[9]
    - Posadas: Aniversario de Villa Cabello.
Fundación: 13 de mayo de 1973 (52 años).[10]
- Ecuador:
  - Independencia de Ecuador.
- España:
  - Día Nacional del Niño Hospitalizado.
Se celebra desde 2015, proclamado por Asociaciones de pediatría, Atresmedia y otras fundaciones.
- Estados Unidos:
  - Día Nacional de la Tarta de Manzana.[11]
(en inglés: National Apple Pie Day).
- Guatemala:
  - Día del Tipógrafo.

### Santoral católico
- Nuestra Señora de Fátima. (imagen ilustrativa).
- San Andrés Huberto Fournet.
- Santa Gemma de Sulmona.
- Santa Gliceria de Trajanópolis.
- Santa Inés de Poitiers.
- San Juan Silenciero.
- Santa María Mazzarello.
- San Pedro de Regalado.
- San Servacio de Tongres.
- Beata Magdalena Albrici.

 Por países
(Por orden alfabético)
- España:
  - Valladolid: San Pedro Regalado, patrón de la ciudad.
  - Íscar (Valladolid): Virgen de los Mártires, patrona de la villa.